# Nacionalismo español

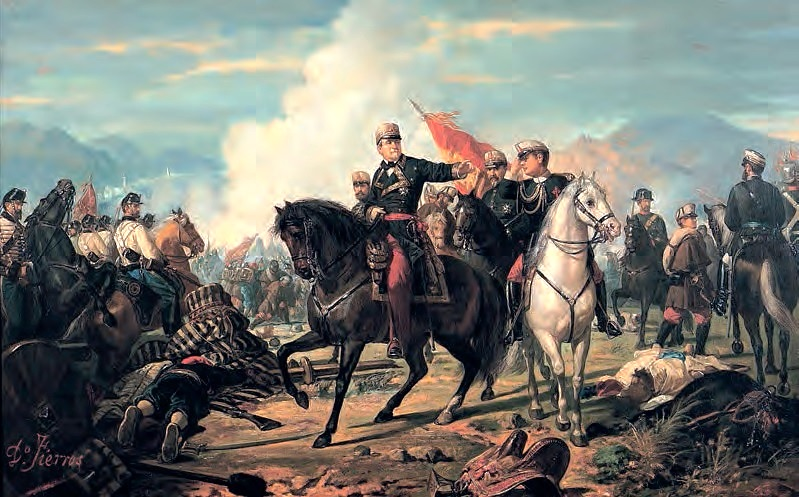
La Batalla de Tetuán (1894), de Dionisio Fierros. La batalla, que tuvo lugar en 1860, durante la Guerra de África, fue ganada por las tropas españolas dirigidas por el general O'Donnell.

El nacionalismo español es el movimiento social, político e ideológico que conformó desde el siglo XIX la identidad nacional de España.
No es propiamente un nacionalismo irredentista: la única reivindicación territorial identificada como “nacional” ha sido Gibraltar (desde el siglo XVIII); el resto de las reivindicaciones territoriales han sido históricamente las coloniales o imperiales (durante el siglo XIX contra la independencia de Hispanoamérica y en el siglo XX sobre el Magreb). Tampoco ha sido un nacionalismo centrípeto (que pretendiera unificar comunidades de españoles sometidas a otras soberanías), pero sí ha presenciado el nacimiento de nacionalismos periféricos que, desde finales del siglo XIX, han funcionado como movimientos nacionalistas centrífugos (que pretenden la conformación de identidades nacionales alternativas).
Como en las demás naciones-estado de Europa Occidental (Portugal, Francia e Inglaterra), la conformación de una monarquía autoritaria desde finales de la Edad Media produjo el desarrollo secular paralelo del Estado y la Nación en España, bajo las sucesivas conformaciones territoriales de la Monarquía Hispánica. Como ocurrió en cada uno de los otros casos, la identidad nacional y la misma estructura territorial terminó dando muy distintos productos; pero siempre, y en el caso español también, como consecuencia de la forma en que las instituciones respondieron a la dinámica económica y social (en ocasiones, a pesar de esas mismas instituciones), y sin acabar de presentarse en su aspecto contemporáneo hasta que no terminó el Antiguo Régimen. El factor de identificación más claro fue durante todo ese periodo el étnico-religioso, expresado en la condición de cristiano viejo. Al final del periodo (siglo XVIII) se fue acentuando el factor de identificación lingüístico en torno al castellano o español, con nuevas instituciones como la Real Academia Española.

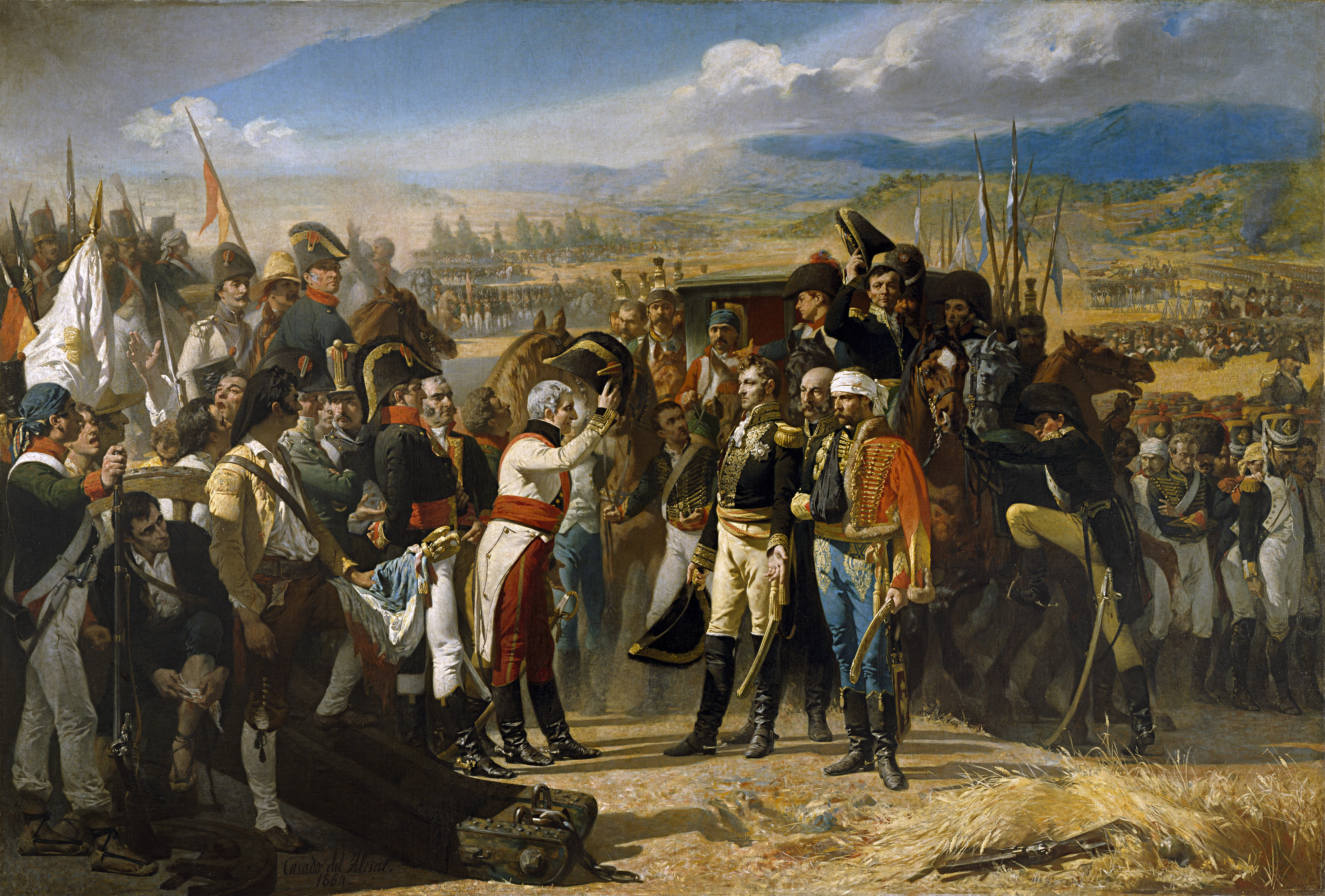
La rendición de Bailén, de José Casado del Alisal. Claramente inspirada en el cuadro de Velázquez La rendición de Breda, ilustra la batalla de 1808 en que el general Castaños derrotó al ejército francés del general Dupont.

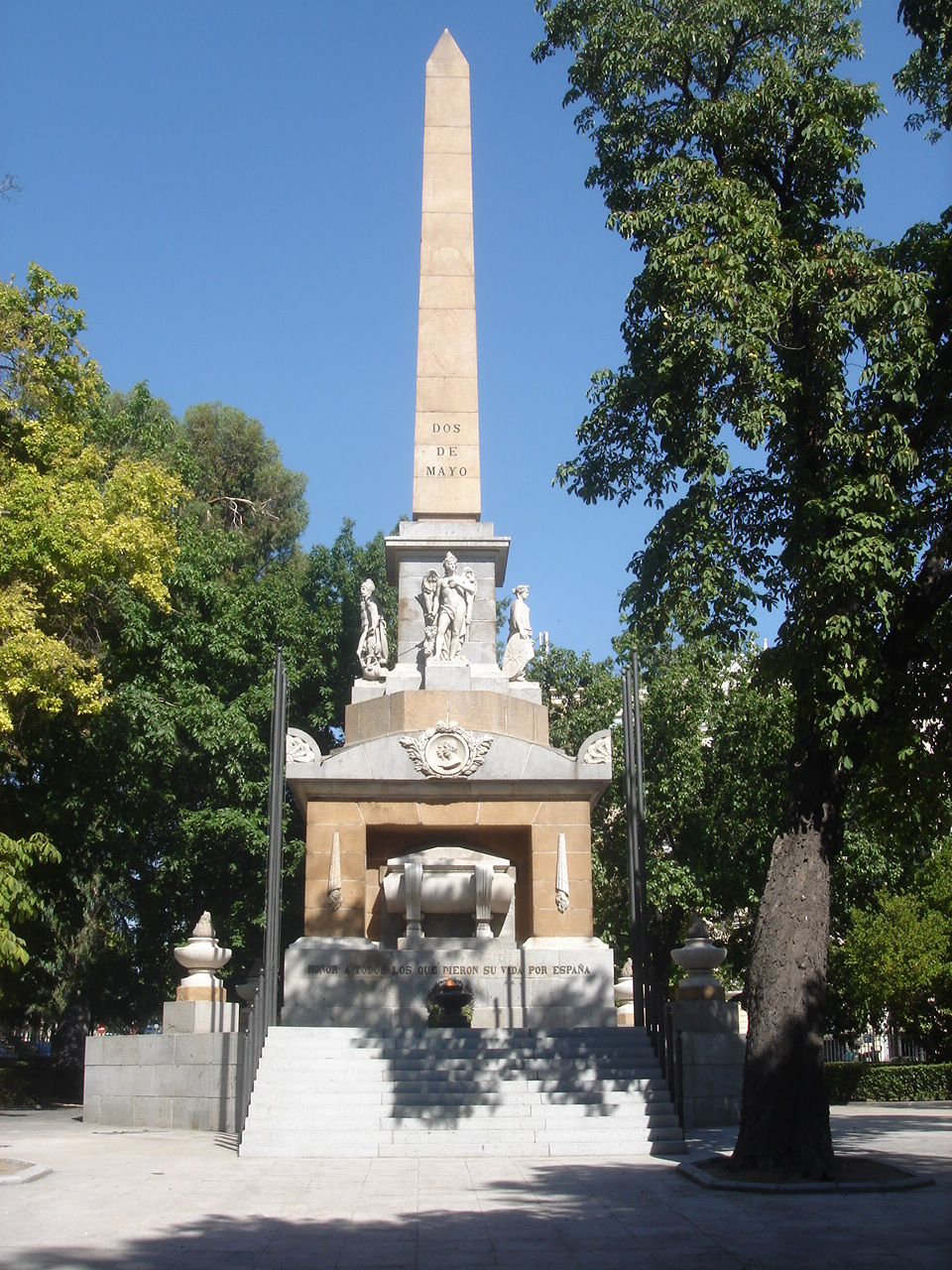
Obelisco conmemorativo del levantamiento del 2 de mayo en Madrid. En la actualidad mantiene una llama perpetua en honor a los que dieron su vida por España y es objeto de homenajes periódicos. La connotación simbólica de la fecha, que ha sido considerada convencionalmente como hito de inicio de la Edad Contemporánea en España, sigue teniendo una gran fuerza: la Comunidad de Madrid, junto con los ayuntamientos de Madrid, Aranjuez y Móstoles (los más vinculados a los hechos del año 1808), han creado la Fundación «Dos de Mayo, Nación y Libertad», para organizar las celebraciones del bicentenario.

## Definición
Como ha destacado Xosé Manoel Núñez Seixas, «la autodefinición de nacionalista español no acostumbra a ser reconocida por quienes defienden y asumen que España es una nación, independientemente de su ubicación en el espectro político partidario, a derecha o a izquierda», lo que plantea un problema a la hora de determinar si un partido, movimiento o ideología es nacionalista español, lo que no suele ocurrir entre los partidos y movimientos de los nacionalismos sin Estado —en el caso español los llamados nacionalismos periféricos— que se declaran abiertamente nacionalistas. Así —sigue diciendo Núñez Seixas—, «mientras que se trata de una realidad evidente para sus detractores, quienes a su vez no acostumbran a tener inconveniente para definirse como patriotas o nacionalistas de otro referente (catalán, gallego, vasco, etcétera), para muchos de sus defensores, y como todos los nacionalismos de Estado, sería inexistente, o bien se confundiría con la lealtad constitucional a un Estado constituido y a su ley fundamental: un patriotismo cívico y virtuoso».
Para afrontar este problema Núñez Seixas propone considerar a un partido, movimiento o ideología como nacionalista español si asume los siguientes tres postulados:
1. «La idea de que España es una nación y por tanto un único sujeto soberano con derechos políticos colectivos»
2. «El reconocimiento de que la condición nacional de España no deriva exclusivamente del pacto cívico expresado en una Constitución... sino que España, como comunidad unida por lazos afectivos y vínculos culturales, por experiencias compartidas y por una lealtad mutua entre sus integrantes, posee una existencia histórica común que data al menos desde el siglo XV; y que, por tanto, han aceptado o aceptan que el demos que constituye el ámbito territorial de ejercicio de la soberanía está predeterminado por factores entendidos como objetivos»
3. «La oposición de principio a la posibilidad teórica de una secesión pacífica y democrática con reglas claras de aquellas partes del territorio español donde pueda predominar, de forma claramente mayoritaria y continuada, una conciencia nacional diferente de la española»

Antes que Núñez Seixas, José Luis de la Granja, Justo Beramendi y Pere Anguera ya identificaron como nacionalistas españolas a aquellas opciones políticas «para las cuales sólo hay en España un sujeto legítimo de soberanía que es, tal como lo define la Constitución, esa nación española formada por el conjunto de todos los ciudadanos del Estado».

## Historia
Históricamente el nacionalismo español surgió con el liberalismo y en la guerra contra Napoleón.

A partir de 1808 puede hablarse en España de nacionalismo: el patriotismo étnico pasó a ser plenamente nacional, al menos entre las élites. Y ello fue obra indiscutible de los liberales. Las élites modernizadoras aprovecharon la ocasión para intentar imponer un programa de cambios sociales y políticos; y el método fue lanzar la idea revolucionaria de la nación como titular de la soberanía. El mito nacional resultó movilizador contra un ejército extranjero y contra los colaboradores de José Bonaparte, en tanto que no españoles (afrancesados). Los liberales españoles recurrieron a la identificación entre patriotismo y defensa de la libertad: como declaró el diputado asturiano Agustín Argüelles al presentar la Constitución de 1812, «españoles, ya tenéis patria».
José Álvarez Junco

Desde entonces ha cambiado sus contenidos y propuestas ideológicas y políticas (sucesivamente "doceañista", "esparterista", incluso brevemente "iberista", propugnando la unión con Portugal en el contexto de la crisis dinástica de 1868). 
El carlismo, que era un movimiento de defensa del Antiguo Régimen, estaba en contra de la idea de soberanía nacional, que consideraba una falacia. Pero aunque los liberales usaron mucho el adjetivo «nacional» (milicia nacional, bienes nacionales), los carlistas hablaban también con naturalidad de la «nación española» y, de hecho, tenían un concepto más específico de la misma que los liberales, que tendían a pensar en términos universales. El historiador Stanley Payne considera que, por su acentuado españolismo y a pesar de su énfasis regionalista, «el carlismo representó el único movimiento de nacionalismo español en el siglo XIX».
Para los tradicionalistas españoles, la nación española era milenaria: había nacido en el momento de la conversión al catolicismo del rey visigodo Recaredo («unidad católica») y se había reafirmado en la Reconquista. Según el pensador tradicionalista Juan Vázquez de Mella, el principal elemento constitutivo de una nación era la «unidad de creencias», además de una historia general, común e independiente de otras historias. Por eso negaba la condición de nación a cualquiera de las regiones españolas, como, por ejemplo, Cataluña. De esta concepción carlista e integrista de la nación española derivaría décadas después el llamado «nacionalcatolicismo» franquista.
El nacionalismo español que se demostró decisivo en el siglo XX arranca de la frustración por el desastre de 1898, en lo que se ha denominado regeneracionismo, que reivindican movimientos muy opuestos entre sí: desde los dinásticos (Francisco Silvela, Eduardo Dato, Antonio Maura) hasta la oposición republicana (de contradictorio y breve paso por el poder) pasando por los militares (crisis de 1917 y dictaduras de Miguel Primo de Rivera y Francisco Franco).
En concreto, con el nombre de panhispanismo (que más propiamente se refiere a un movimiento centrado en la unidad de las naciones hispanoamericanas) entendido como imperialismo español, suele referirse concretamente al aparecido tras la crisis de 1898, dentro del contexto más amplio en el que se encuentran el regeneracionismo y la generación del 98 (cuyos autores, viniendo de la periferia, coincidían en considerar a Castilla la expresión de "lo español"), expresado en su forma más clara por Ramiro de Maeztu (en su segunda etapa). Tuvo como ideólogos y políticos a Ramiro Ledesma y Onésimo Redondo (fundadores de las JONS) y José Antonio Primo de Rivera (fundador de Falange Española); utilizando una expresión que tiene su origen en José Ortega y Gasset, define a España como una unidad de destino en lo universal, defendiendo una vuelta a los valores tradicionales y espirituales de la España imperial. La idea de imperio le hace ser más bien universalista que localista, lo que lo hace singular entre algunos nacionalismos, pero más próximo a otros (sobre todo al fascismo). También incorpora un componente decididamente tradicionalista (con notables excepciones, como el vanguardismo de un Ernesto Giménez Caballero), arraigado en una historia milenaria, la de la monarquía tradicional o monarquía católica (aunque en muchas ocasiones se muestre indiferente en la cuestión concreta de la forma de estado) y, de forma destacada, no es laico ni secularizado, sino expresamente católico, lo que permitirá definir (en el primer franquismo) el término nacionalcatolicismo.

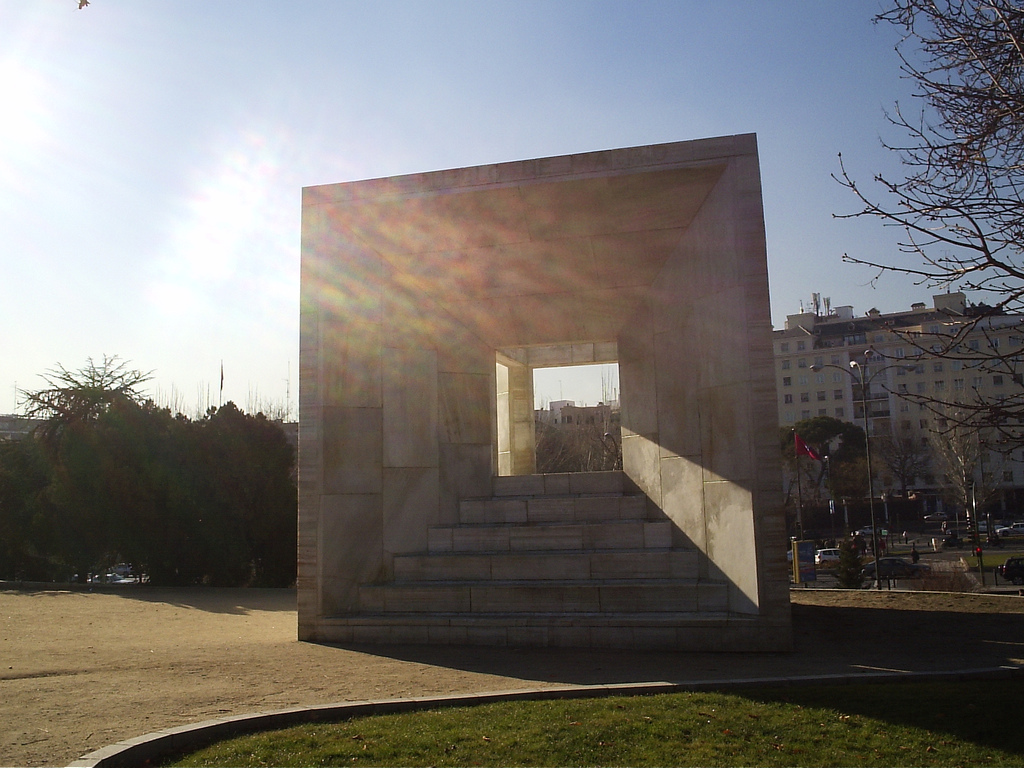
Monumento a la Constitución Española, Paseo de la Castellana entre los Nuevos Ministerios y el Museo de Ciencias Naturales, Madrid.

La transición política que, junto con cambios sociales y económicos profundos en un sentido modernizador, se fue gestando desde el franquismo final hasta la construcción del edificio institucional actual (Constitución de 1978 y estatutos de autonomía), produjo un retroceso muy marcado de la utilización social de los símbolos de identificación nacional españoles, mientras que los nacionalismos periféricos adquirieron una notable presencia y cuotas de poder territorial, que llega a ser electoralmente mayoritaria en Cataluña (CiU, ERC) y el País Vasco (PNV, EA y la llamada izquierda abertzale); y sustancialmente menor en Navarra (NaBai) y Galicia (BNG). Canarias (CC), Andalucía (PA) u otras comunidades autónomas presentan nacionalismos menos evidentes (frecuentemente calificados como regionalismos), basados en hechos diferenciales de carácter lingüístico o histórico no menos marcados que los anteriores.
Desde el ámbito de los nacionalismos periféricos, se suele hablar de nacionalismo español o españolismo como equivalente a centralismo, normalmente para identificarle, a efectos polémicos o como argumento político con la extrema derecha nostálgica del régimen de Franco o con una presunta opresión del Estado sobre esos territorios, que en casos extremos (particularmente en el País Vasco y Navarra con ETA) se utiliza como justificación para un terrorismo que se autodefine como lucha armada encaminada a la liberación nacional. En cambio, ninguno de los partidos políticos mayoritarios afectados por tal denominación de españolistas o nacionalistas españoles, se identifican con el término, y suelen, en su lugar, utilizar la expresión no nacionalistas para designarse a sí mismos frente a los nacionalistas, que es como se suele designar a los llamados "periféricos".
Desde una perspectiva más mayoritaria en términos sociales, territoriales y electorales, la identificación con España, sus símbolos e instituciones ha adquirido formas más propias del patriotismo constitucional o nacionalismo cívico, que trata de respetar las distintas visiones de España encajándolas en un marco plural, incluyente y no excluyente, conceptos en los que suelen coincidir los partidos políticos mayoritarios (PSOE y PP) o minoritarios (IU, otros partidos regionalistas o nacionalistas a veces denominados moderados), a pesar de mantener diferencias políticas profundas a veces expresadas de forma muy crispada. Incluso se ha incluido en los mensajes publicitarios la expresión "Gobierno de España", que antes no se utilizaba, para referirse al gobierno central o del Estado.

## Nacionalismo y soberanía

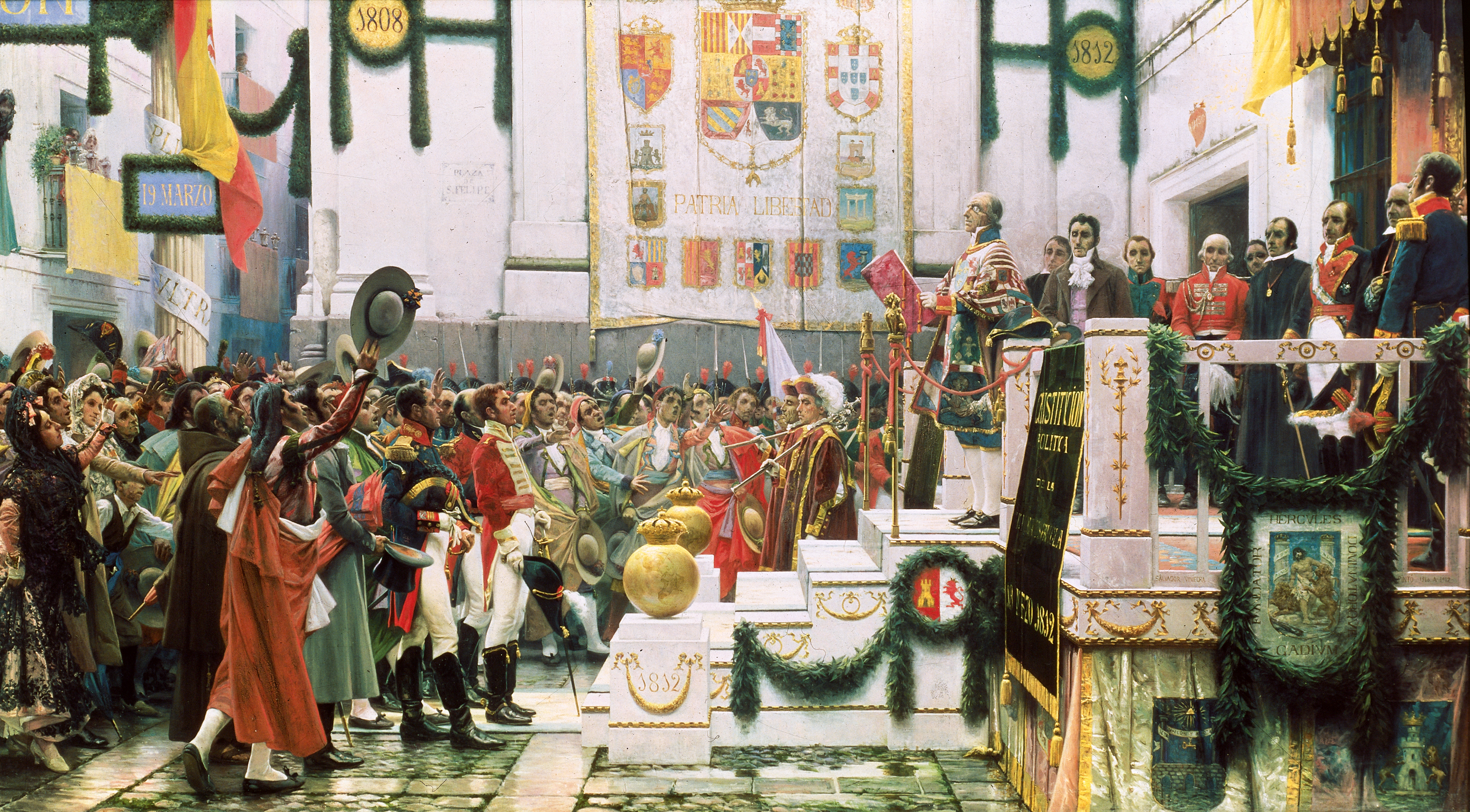
Proclamación de la Constitución de Cádiz, por Salvador Viniegra. Por la fecha en la que tuvo lugar —el 19 de marzo de 1812— se bautizó popularmente como la Pepa. El grito Viva la Pepa pasó a ser un lema liberal.

Al igual que todas las monarquías europeas durante la crisis del Antiguo Régimen, el reino de España sufrió profundos cambios sociales y políticos entre finales del siglo XVIII y comienzos del siglo XIX, especialmente a partir de la invasión napoleónica. Las guerras napoleónicas transformaron toda Europa, haciendo surgir sentimientos nacionales donde antes no los había o no se expresaban con el nuevo concepto identitario surgido en la Revolución francesa: el de nación como sujeto de la soberanía (Sieyès). España no fue una excepción a esa nueva corriente nacionalista. Desde la guerra contra la Convención, la propaganda antifrancesa iba generando la idea de un enemigo exterior, que se concretó de forma evidente con la Guerra de la Independencia Española, aunque la adopción de las teorías y prácticas políticas del "enemigo" eran evidentes: la Constitución de Cádiz de 1812 no era en muchos aspectos menos "afrancesada" que la Constitución de Bayona de 1808, aunque la influencia de esta en aquella no fuera más que reactiva.
El concepto rousseauniano de soberanía nacional no se limitó a inspirar a los revolucionarios liberales, sino que se prolongó hasta los movimientos políticos "de masas" de la Edad Contemporánea, incluyendo los totalitarismos (comunismo y fascismo) en su supeditación del individuo a la voluntad general. Otras interpretaciones ven tanto a Locke como a Rousseau en la línea del contractualismo individualista, mientras que serían Hegel y la filosofía del derecho del siglo XIX los que propondrían el principio corporativo, para el que la soberanía y la libertad no es individual sino colectiva.
Sea cual fuere su génesis intelectual, la irrupción del totalitarismo en el nacionalismo español se efectuó con toda su fuerza en los años treinta del siglo XX; no tanto por el reducido aunque influyente Partido Comunista (que no alcanzó más que parcelas compartidas de poder durante la Guerra Civil) como por los movimientos opositores a la Segunda República y por el Franquismo, cuya condición fascista o totalitaria ha sido siempre objeto de controversia, llegándose a proponer la utilización de los términos autoritarismo (Juan Linz) y fascismo clerical (Hugh Trevor-Roper).

## Nacionalismo y economía

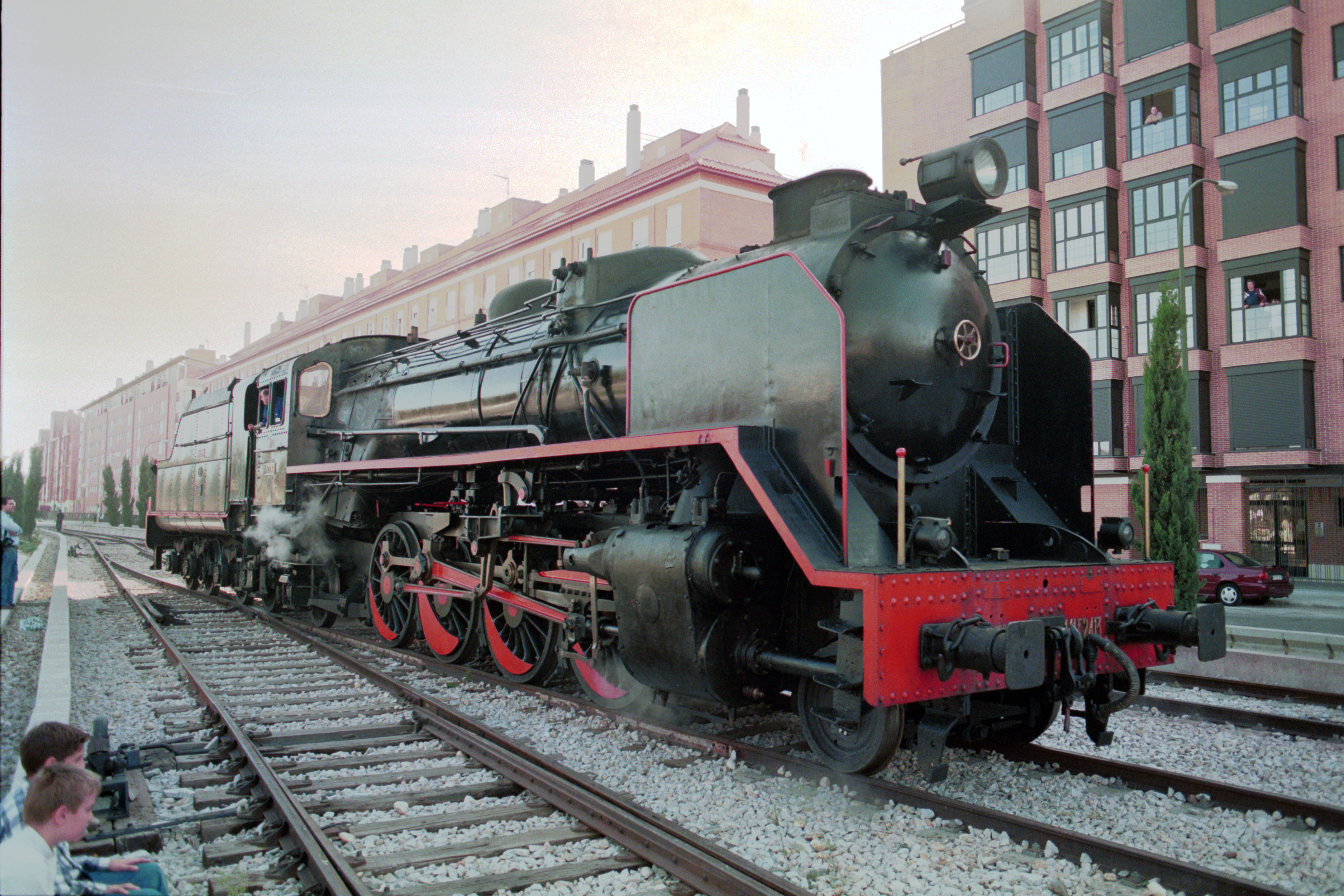
Locomotora Mikado 1-4-1, utilizada por Red Nacional de los Ferrocarriles Españoles

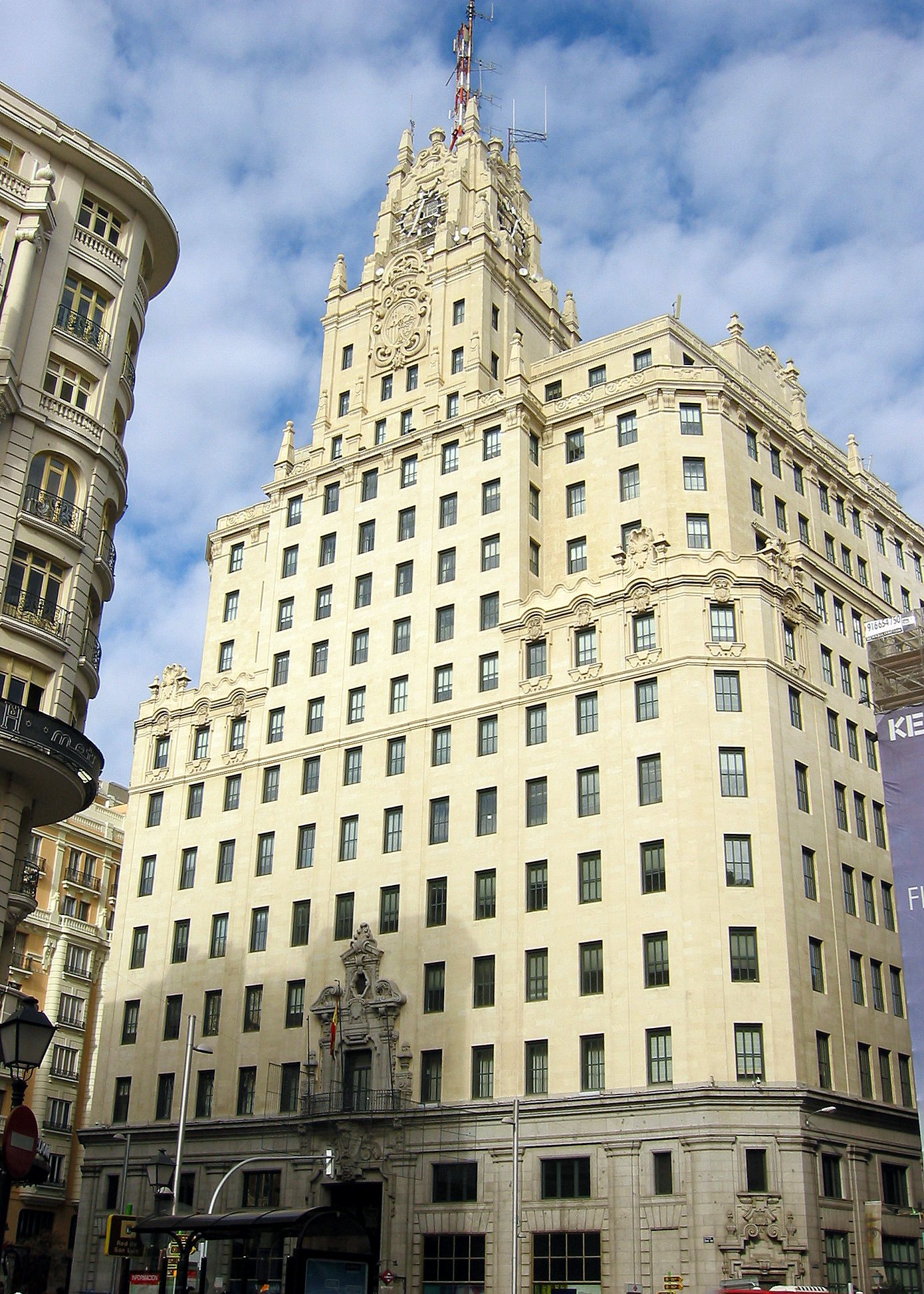
Edificio de la Compañía Telefónica Nacional de España en la Gran Vía de Madrid. Construido entre 1926 y 1929 (simultáneamente al Empire State Building de Nueva York) fue, con sus modestos 88 metros, el primer rascacielos que se construyó en España.

En los nuevos estados-nación, se iban desarrollando unas nuevas colectividades interclasistas, homogeneizadas y codificadas de ciudadanos propietarios, habitantes de un espacio económico cada vez más abierto para el despliegue eficaz de las formas capitalistas. La insegura implantación del estado liberal en España fue paralela a las peculiaridades del proceso de industrialización (fracasado para algunos autores, como Jordi Nadal) y de conformación del sistema de propiedad (con la desamortización como hecho principal). En términos de política económica, a través de prácticas proteccionistas se fue forjando un verdadero nacionalismo económico que a veces es calificado de mentalidad autárquica, que era sobre todo demandado por la emergente industria textil catalana, que tras la pérdida del mercado colonial a excepción de Cuba, solo tenía posibilidad de colocar sus productos en el mercado nacional español (que aunque depauperado, al menos le estaba reservado o "cautivo"), ante la imposibilidad de competir en el mercado internacional. Ante ello chocó repetidamente contra los intereses librecambistas de la oligarquía terrateniente castellano-andaluza beneficiada por la desamortización, vinculados a la exportación de materias primas (agrícolas y mineras) y la apertura a las inversiones exteriores (destacadamente un ferrocarril de costoso trazado, que con el tiempo integraría espacialmente el mercado nacional). La expresión de ambos intereses fueron las ramas progresista y moderada del liberalismo español, y la frustración de las expectativas de los industriales catalanes está en buena parte en las sucesivas escisiones demócrata, republicana, federal, cantonal, y a finales del siglo XIX, del denominado catalanismo.
A finales de ese mismo siglo, en pleno desarrollo de las industrias naval y siderúrgica por el intercambio de hierro vizcaíno por carbón inglés, surge con Sabino Arana el nacionalismo vasco, que hasta principios del siglo XX solo tendría presencia en Bilbao. Posteriormente se extendería a zonas rurales como consecuencia tanto de las medidas centralistas, que habían culminado con desaparición de los tradicionales fueros (con la salvedad del concierto económico) como de la reacción a las repercusiones de la industrialización en las comunidades tradicionales vascas, de ideología mayoritariamente carlista, integristas católicas y recelosas de la inmigración de obreros castellanohablantes del resto de España (maquetos), entre los que se extendía el marxismo y el ateísmo. En los medios urbanos, donde la burguesía era tradicionalmente liberal, algunos medios profesionales y pequeños burgueses optarán por el nacionalismo vasco, mientras que la gran burguesía lo hará por la integración económica y política en el bloque oligárquico central.[cita requerida]
El triunfo del proteccionismo fue claro desde finales del siglo XIX (se ha llegado a hablar del Giro proteccionista de los conservadores, entre 1890 y 1892), y será una de las señas de identidad de la política de la dictadura de Primo de Rivera, momento en que se fundan alguno de los monopolios de mayor recorrido histórico en el sector de las comunicaciones —Telefónica, 1924—, o el del petróleo —CAMPSA, 1927—. También se tomaron otras medidas vagamente inspiradas en el corporativismo que se desarrollaba simultáneamente en la Italia fascista, así como una política de obras públicas (embalses, carreteras) que fue continuada por la Segunda República. Se calificaba por entonces a la española como una de las economías más cerradas del mundo (con la obvia excepción de la Unión Soviética), y todavía se discute el alcance positivo o negativo de tal hecho. Al menos, parece cierto que en el corto plazo la Gran Depresión afectó más a las economías cuanto más abiertas y conectadas al exterior estuvieran, pero de haber existido la ocasión no pudo aprovecharse, dado el desastre que supusieron tanto la Guerra Civil como los primeros años de aislamiento internacional del franquismo, intensificado más o menos voluntariamente con una política económica autárquica, que no se superó hasta el Plan de Estabilización de 1959. No obstante, durante las posteriores décadas de fuerte desarrollo planificado, el intervencionismo y el peso del sector público en sectores estratégicos de la economía (ferrocarriles —RENFE, 1941—, industria —INI, 1941—, energía —ENDESA, 1944—) siguieron siendo muy fuertes hasta la reconversión industrial de los años 1980 previa a la entrada de España en la Unión Europea, ya en democracia y con el gobierno socialista de Felipe González; correspondiendo al gobierno conservador de José María Aznar las últimas privatizaciones.

## Nacionalismo y lengua

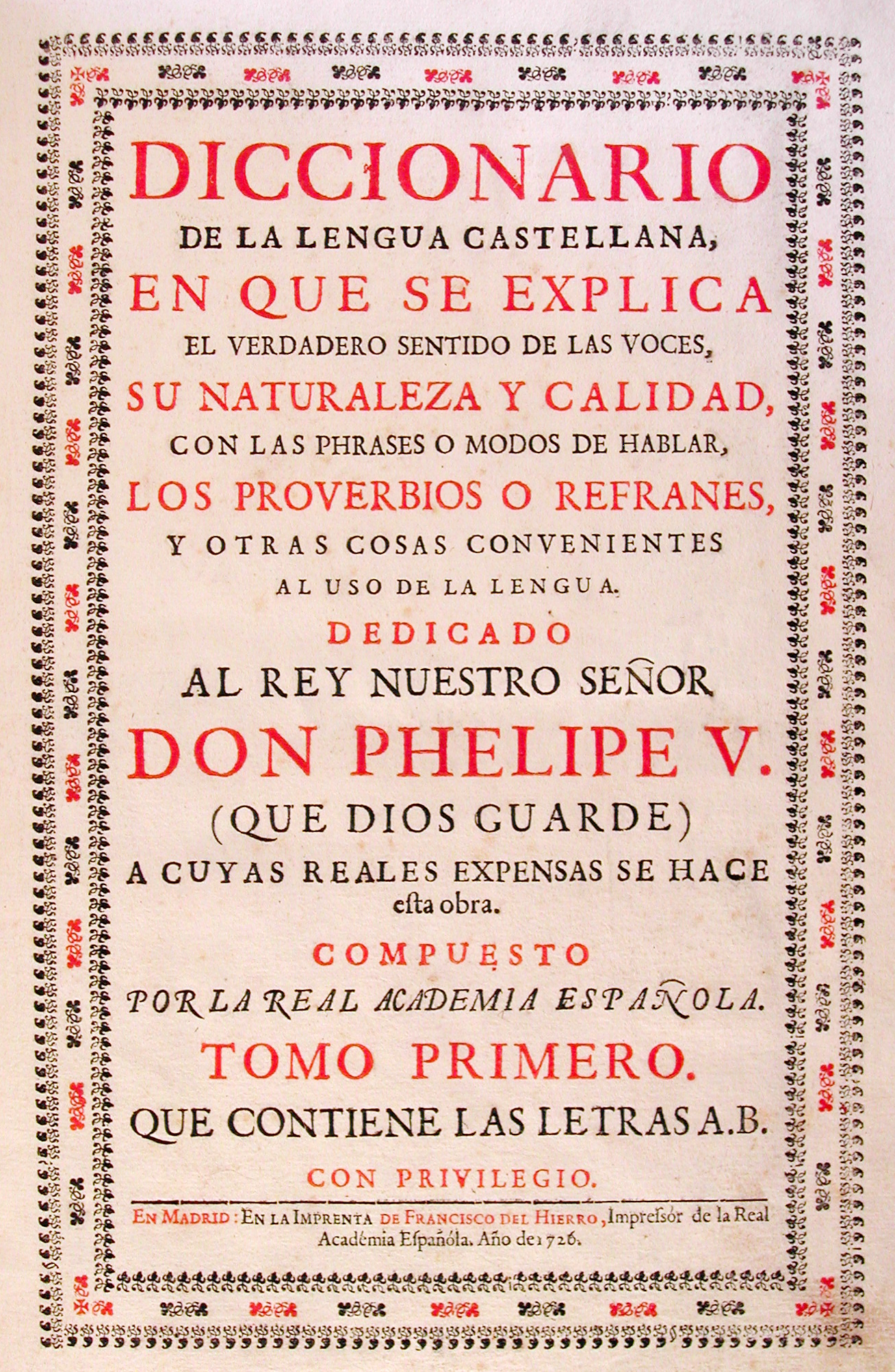
Diccionario de Autoridades, el primero de los editados por la Real Academia Española, en 1726. Utiliza la denominación lengua castellana, si bien en el prólogo del diccionario se utiliza la denominación lengua española : "...la lengua española, siendo tan rica y poderosa de palabras...", "...entre las lenguas vivas es la española, sin la menor duda, una de las más compendiosas y expresivas...", etc. Posteriormente la Academia se decantó por la utilización de lengua española, incluso con informes polémicos ante la redacción del texto de la Constitución de 1978.

La capacidad de la lengua como vehículo de identificación y construcción nacional es incluso anterior al nacionalismo del siglo XIX, y en el caso español la atribución de una intención en ese sentido suele remontarse incluso a 1492 por una famosa frase del autor de la Gramática castellana, Antonio de Nebrija: siempre la lengua fue compañera del imperio. Muy sonada fue también la orgullosa reivindicación del idioma por Carlos V en Roma frente al embajador de Francia (un obispo), el 16 de abril de 1536:

Señor obispo, entiéndame si quiere; y no espere de mí otras palabras que de mi lengua española, la cual es tan noble que merece ser sabida y entendida de toda la gente cristiana.

A pesar de lo repetido que ha sido este texto para proyectar hacia el pasado la identificación nacional española con la lengua castellana, el hecho es que el propio Carlos había aprendido muy tardíamente ese idioma (una de las causas de la Guerra de las Comunidades fue las dificultades de relación con sus nuevos súbditos) y que la Monarquía Hispánica de los Habsburgos no fue de ninguna forma un estado con una identificación nacional lingüística, incluso si pudiera calificársele de estado. Se ha llegado a argumentar que el castellano no era más que una de entre las múltiples lenguas del Imperio, no prevaleciente ni sobre las peninsulares (catalán o portugués) ni sobre las europeas (alemán, francés, neerlandés o italiano) ni siquiera sobre las lenguas indoamericanas, sometidas pero persistentes (guaraní, quechua, náhuatl o quiché); y desde luego mucho menos prestigioso socialmente que el latín.
Más trascendencia supuso la adopción del modelo académico francés bajo el que se instituyó la Real Academia Española, a partir del siglo XVIII, cuando las posesiones territoriales de la monarquía se habían reducido y simplificado como consecuencia del Tratado de Utrecht, y se había producido la abolición del régimen foral en los reinos orientales peninsulares, reducido a la Nueva Planta. La Academia se aprestó a la defensa casticista de la pureza de la lengua española, en un comienzo frente a la invasión de galicismos. Simultáneamente, el castellano fue ganando la consideración de lengua oficial en todo tipo de ámbitos, incluyendo los más resistentes a los cambios, como las desfasadas Universidades a las que las reformas ilustradas querían desprender del vetusto latín, bastante impuro filológicamente, y cada vez más inoperante científicamente.
En cambio, el debate nacionalista lingüístico tuvo que esperar al surgimiento de los nacionalismos periféricos de finales del siglo XIX, que tomaron la identidad lingüística como clave de su desarrollo, institucionalizado un siglo más tarde con la formación de las comunidades autónomas (a partir de 1979). Su postura reivindicativa suele denunciar la imposición del castellano sobre las lenguas vernáculas (catalán, gallego o euskera), sobre todo durante el Franquismo, que ha llegado a ser calificado de genocidio lingüístico y cultural. La reacción en sentido contrario implica la denominada normalización, delimitación o consideración de lengua propia de un territorio u otro. Esta normalización ha suscitado a su vez nuevas y opuestas denuncias de imposición, bien sea en nombre de los hispanohablantes locales, bien sea por parte de quienes consideran que ciertas variedades lingüísticas merecen consideración de lengua independiente respecto a otra, tal como ha pasado con el valenciano respecto al catalán; también se rechazan los argumentos basados en injusticias retrospectivas propios de los nacionalistas periféricos, argumentos tildados de victimismo y mitificación.
En cambio, la postura institucional de la Academia y la mayor parte de sus componentes, es negar la identificación nacionalista-lingüística para el caso español. La idea humboldtiana de la lengua como manifestación del espíritu de un pueblo o la del igualitarismo lingüístico se transfiere a las lenguas, que son simples instrumentos, más o menos afinados y puestos a punto, caracteres que corresponden a los hombres que las usan. Sí que se patrocina una optimista y nueva imagen del español como vehículo de concordia, internacionalismo e incluso rentabilidad, en la línea de lo que se denomina poder blando.

## La construcción de la historia nacional

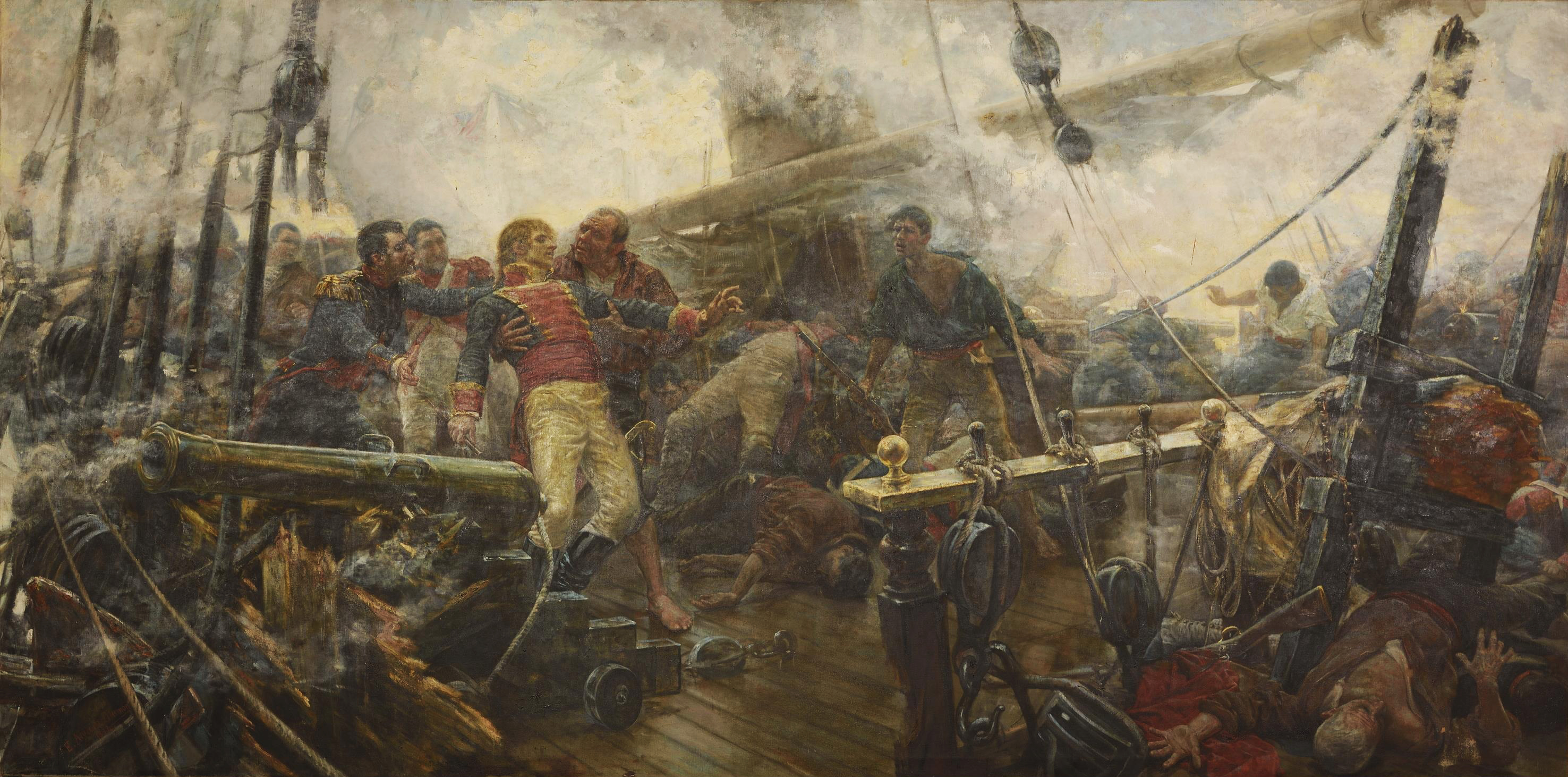
Muerte de Churruca, durante la batalla de Trafalgar, por Eugenio Álvarez Dumont, 1892. Esta batalla también fue objeto del primero de los Episodios Nacionales de Benito Pérez Galdós. Su bicentenario (2005) fue aprovechado para reflexionar sobre la conciencia nacional española y el conocimiento y uso que se hace de la historia de España, en un momento en que simultáneamente se debatía vivamente en el Parlamento y la sociedad la Ley de Memoria Histórica sobre de la Guerra Civil y el Franquismo. Apareció una novela histórica de Arturo Pérez-Reverte, famoso por su recreación del Siglo de Oro en la serie de novelas El Capitán Alatriste. Este autor se lamentaba de lo vivo que estaba el episodio entre los ingleses (que hicieron una celebración fastuosa, con parada naval incluida) frente a lo discreto de la conmemoración en España, cuyo acto más visible estuvo a cargo del Ministerio de Defensa (José Bono).

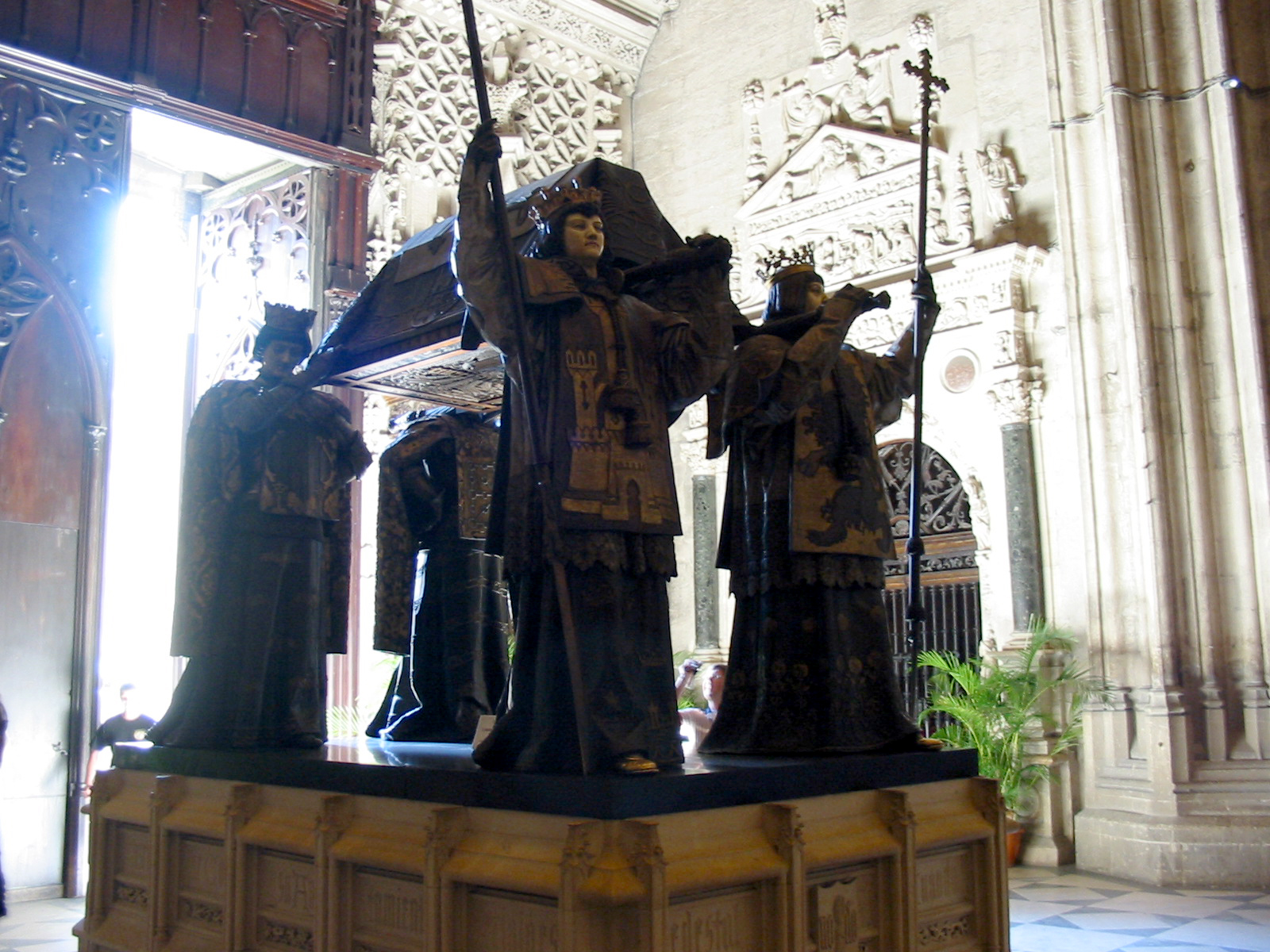
Monumento funerario de Colón en la Catedral de Sevilla.

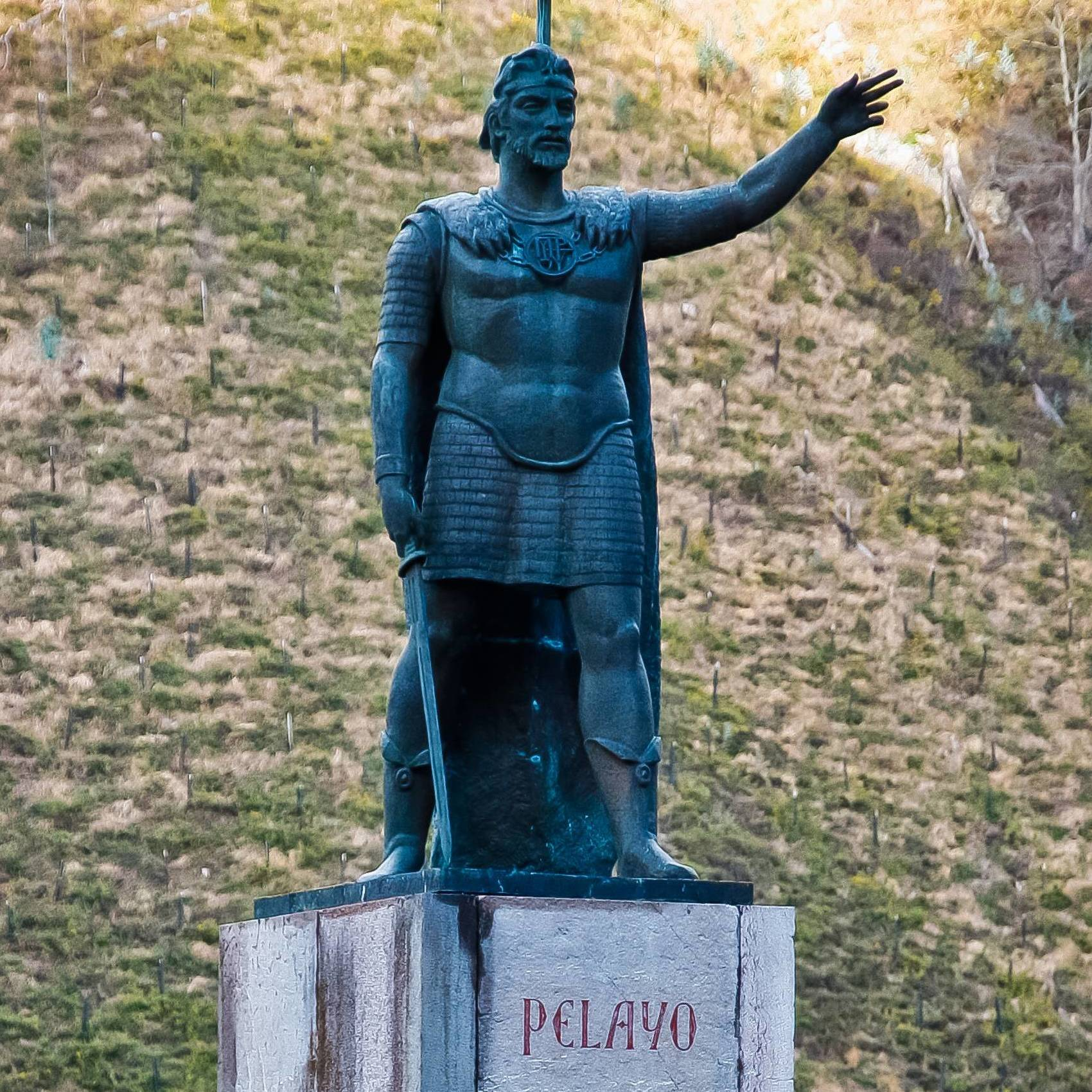
Monumento a Don Pelayo, realizado en 1965 e instalado en Covadonga.

Siguiendo las tendencias de los estados liberales europeos, la práctica totalidad de la producción de la historiografía española hasta mediados del siglo XX se hizo desde una óptica nacionalista, construyéndose a partir de los segmentos, acontecimientos, datos, citas o textos que potencialmente tuvieran una coherencia nacional y que presentasen una significación por sí mismos, eliminando los elementos turbadores o incómodos para el encaje necesario en el devenir histórico de España como elemento unitario. Para ello disponía de precedentes bien antiguos, desde los textos visigodos y el corpus cronístico medieval, particularmente completo en los reinos de Asturias, León y Castilla, sin que faltaran tampoco materiales de los reinos orientales de la Península. La unificación de los reinos bajo la Monarquía Hispánica de la Edad Moderna trajo consigo una continuación del trabajo cronístico desde una perspectiva hispánica, en que tuvo un papel decisivo la aparición de la monumental Historia de España del padre Mariana. Se institucionalizó el oficio de historiador, con las figuras del Cronista mayor, el Cronista de Indias y a partir del siglo XVIII la Real Academia de la Historia.
No era por tanto una novedad que se demandara de la historia una función ideológica, lo que ocurrió es que a partir del siglo XIX se centró en explicar y catalizar la realidad estatal y nacional explicitada desde la Constitución de Cádiz y proporcionar la necesaria cohesión social. Trató por tanto de hilvanar los hechos acaecidos en la península para corroborar una genealogía de España como nación, con un pueblo dotado, desde la más remota antigüedad, de una trayectoria vital común. La historia se convertirá así en el soporte para construir el relato natural de España como nación.
No es concebible para esta metodología analizar los hechos históricos desde una visión plural, compleja ni —mucho menos aún— contradictoria con el punto de vista unitario. Fueron en gran parte obviados los procesos históricos rivales, las memorias alternativas que se irían construyendo desde los nacionalismos periféricos; pues de la misma manera tanto en el País Vasco como en Cataluña se desarrolló también el mito y la leyenda en torno a diversos personajes que debían encarnar la esencia de sus pueblos ancestrales que se hicieron remontar a la antigüedad clásica o más allá.
Siguiendo ese objetivo, en las décadas centrales del romántico siglo XIX los historiadores hicieron realidad la visión compacta de un pueblo español dotado de ingredientes perennes, de una esencia española mantenida inalterable desde Indíbil y Mandonio. Esta lista de héroes de la Patria, encarnaciones del carácter nacional español o genio de la raza, nominaría tanto a Recaredo y Guzmán el Bueno, como a Roger de Lauria, el Cid, Wilfredo el Velloso, Fernando III el Santo, Jaime I el Conquistador, Hernán Cortés, Juan Sebastián Elcano, Daoíz y Velarde o Agustina de Aragón. Incluso se encajó en esa lista de "españolidad", sin mayor dificultad, tanto a los emperadores hispanorromanos, como Trajano o Adriano, como al rebelde lusitano Viriato.
Más resistencias tuvo la españolidad de Cristóbal Colón, que era simultáneamente objeto de reclamación por Italia (con la inestimable ayuda de la emigración italoamericana, tanto en Estados Unidos como en Argentina). Incluso la localización exacta de sus huesos fue objeto de vivos debates entre Cuba, República Dominicana y España, que apostaba por el aparatoso mausoleo que se construyó en la Catedral de Sevilla.
La popularización de estas figuras históricas llegó a extremos kitsch, como esta poesía, que se divulgó en miles de recordatorios de nacimiento que se vendían hasta no hace muchos años.

Cunas humildes, al nacer mecieron,
vidas que asombro de los mundos fueron:
Fernando e Isabel, ¡pecho y cabeza!,
forjaron de un Imperio la grandeza.
Colón, humilde en ambición suprema,
añadió un nuevo mundo a su diadema.
Cervantes, pobre, con virtud notoria
da a España con su pluma eterna gloria.
Velázquez, sin soberbia, al orbe inquieta
con la luz singular de su paleta;
Y Pizarro y el Cid dan los mejores
destellos de que son conquistadores.
¿Qué gloria a su ascendencia enternecida
no dieron estos hombres con su vida?
Pon el primer jalón de este camino
regalando a tu hijito un pergamino.

La institucionalización de la ciencia histórica, incluyó hitos importantes, como la creación de la Biblioteca Nacional y el Archivo Histórico Nacional. Un papel importantísimo tuvo la inclusión de la historia en los planes de estudios, tanto a nivel de la enseñanza primaria como de la media, prevista en el Plan Moyano. Las corrientes liberal (hegemónica a mediados del siglo XIX: Modesto Lafuente, Juan Valera,) o reaccionaria (Marcelino Menéndez y Pelayo, que se impone desde finales del siglo XIX) no tendrán diferencias en cuanto a su incuestionada identificación con España como nación; sino en cuanto a la consideración concreta de la personalidad de esta: resistente a la opresión para los primeros (identificada con unos idealizados comuneros o con la mártir de la libertad Mariana Pineda), católica e imperial para los segundos (luz de Trento, martillo de herejes, espada de Roma, mejor representada por Isabel la Católica o Felipe II). La españolización de figuras de un pasado remoto, incluso mítico, no se limitó al siglo XIX: en plena transición, y con una metodología muy personal y divergente Fernando Sánchez Dragó obtuvo el Premio Nacional de Ensayo por Gárgoris y Habidis. Una Historia Mágica de España (1978, premiado en 1979).

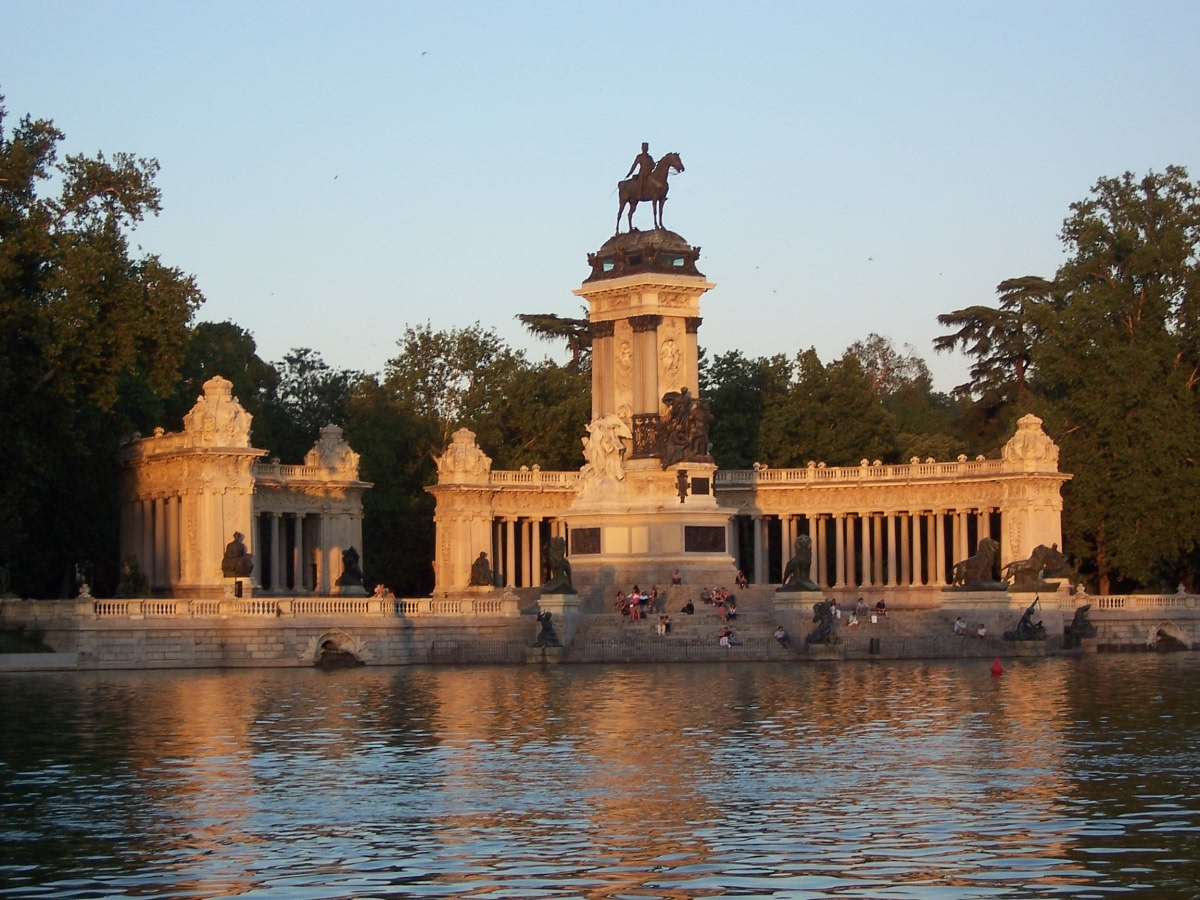
Monumento a Alfonso XII en el estanque del Parque del Retiro (1902), diseñado por el arquitecto José Grases y con obras de Mariano Benlliure, Josep Clarà y Mateo Inurria entre otros.

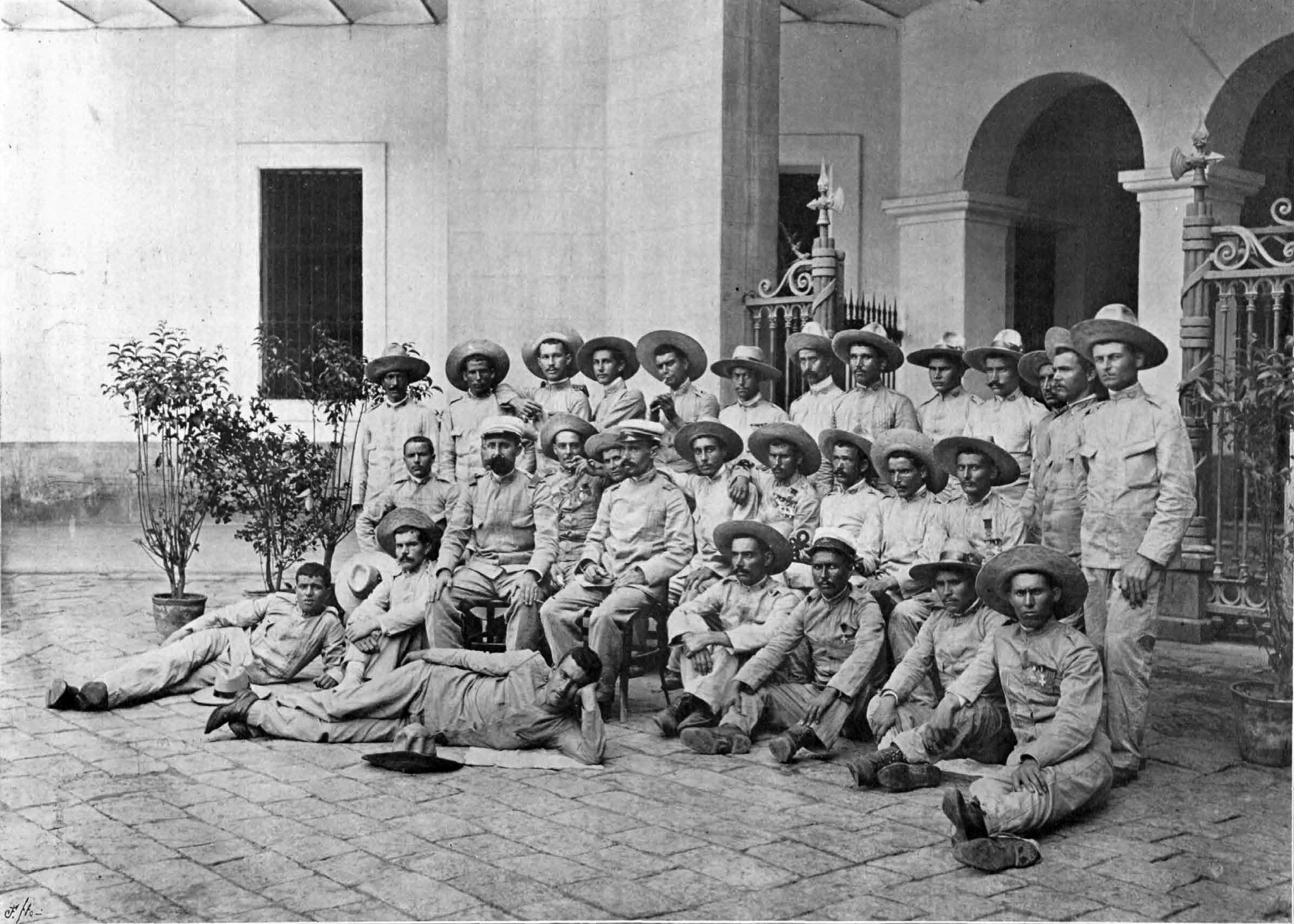
Los últimos de Filipinas, sobre los que se hizo una película dirigida por Antonio Román (1945). Su melancólica habanera (o bolero, según las fuentes) Yo te diré, de Enrique Llovet y Jorge Halpern, fue una de las canciones más emblemáticas de la posguerra.

### Las bellas artes: pintura, escultura, arquitectura, música
La pintura de historia cumplió también una función ideológica de primer orden, al perpetuar en símbolos icónicos las personalidades y gestas nacionales, en la mayor parte de los casos como encargo de instituciones públicas (Congreso, Senado —donde se conserva una de las mejores colecciones—, Diputaciones provinciales, ayuntamientos) que eran los lugares idóneos para la exposición de lienzos de grandes dimensiones, que empezaron a ser muy demandados después de la guerra de Independencia: José Madrazo (La muerte de Viriato, 1814), José Aparicio (El hambre de 1812 en Madrid, 1818), además de las obras maestras de Goya: La carga de los mamelucos y Los fusilamientos de la Moncloa, con los que se hizo perdonar su cercanía a los afrancesados. En la segunda mitad del siglo el género llegó a convertirse en un lugar común en la pintura española, destacando Mariano Fortuny, Francisco Pradilla o Eduardo Rosales.
El equivalente escultórico fue la estatuaria monumental, cuyos principales cultivadores fueron a finales del siglo XIX y comienzos del XX Mariano Benlliure y Aniceto Marinas. A mediados del siglo XX, puede comparárseles en repercusión el trabajo de Juan de Ávalos. Todas las ciudades españolas tienen muestras de este arte urbano que convierte las plazas, los parques y las avenidas en museos de historia al aire libre a través de estos hitos visuales. Quizá el conjunto más completo se encuentra en los grupos escultóricos de la ciudad de Madrid.
Menos evidente pero igualmente operativa, puede verse la relación con el nacionalismo de otras artes, como la arquitectura (en la que los estilos neoclásico e historicista o el eclecticismo a finales de siglo sirvieron a programas constructivos más discretos que en otros países europeos o americanos, destacando los realizados en 1929 con motivo de la Exposición Iberoamericana de Sevilla —Plaza de España— y la Exposición Universal de Barcelona —que incluía el curioso pastiche del Pueblo español—) o la música (en cuyo estudio se ha impuesto la etiqueta de nacionalismo musical, en que se incluyen de hecho a todos los autores de la segunda mitad del siglo XIX a la primera del XX —destacadamente a Albéniz, Granados, Turina o Manuel de Falla—, además de a los castizos género chico y zarzuela, frente a la más internacional ópera). La música popular, que tiene un lugar destacadísimo en la conformación de la mentalidad y en la historia de la vida cotidiana, se hizo muy presente en España a partir de la popularización de la radio (años veinte, treinta y cuarenta del siglo XX), formando parte de lo que se ha venido denominando la educación sentimental. Las de la época de la posguerra fueron utilizadas para ilustrar sórdidas imágenes cinematográficas contemporáneas (muchas procedentes del NO-DO) en el documental de Basilio Martín Patino Canciones para después de una guerra.

### Nuevos medios de expresión: el cine y el cómic
El cine fue un elemento utilizado conscientemente como propaganda política durante el franquismo. Además del citado Noticiero Documental, las producciones cinematográficas insistían en los tópicos de la historia nacional (La leona de Castilla, Locura de amor (1948), Amaya, Jeromín, Alba de América, Agustina de Aragón, Dónde vas, Alfonso XII, Los últimos de Filipinas, Raza —con guion de Franco—). Simultáneamente, el cómic cumplió la misma función, con publicaciones que exaltaban la España cristiana medieval (El Guerrero del Antifaz y Capitán Trueno), se remontaban a la Hispania romana (El Jabato), o proporcionaban héroes contemporáneos (Roberto Alcázar y Pedrín). Una revista infantil llevó el inequívoco título de Flechas y Pelayos (1938-1949), fusión de la falangista Flecha y la carlista Pelayos.

## Lemas acerca de la identidad nacional durante elsigloXIX

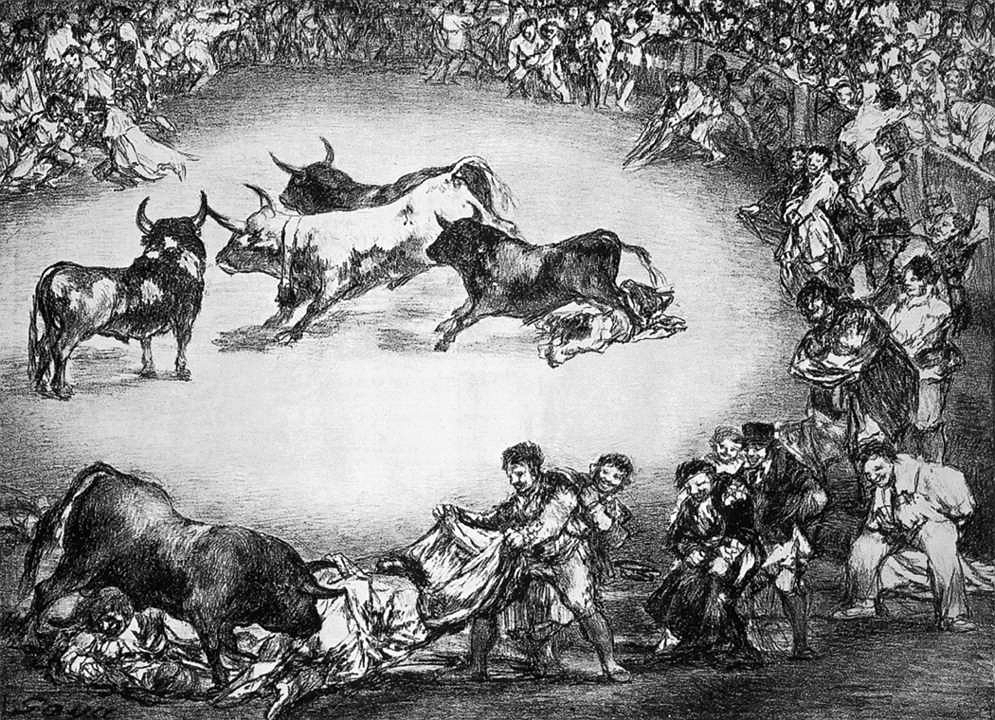
Diversión de España, grabado de la serie Los toros de Burdeos, que Francisco de Goya realizó en un espacio tan propicio para la introspección sobre la condición nacional como es el exilio, entre 1824 y 1825. Los toros ya eran la fiesta nacional española por antonomasia, aunque tal condición fue discutida desde los ilustrados, que se le oponían, con notables excepciones, como el propio Goya. Es innegable el papel de los festejos taurinos y otras celebraciones en la vida cotidiana y la conformación de la mentalidad y del propio lenguaje corriente, así como su función amortiguadora de los conflictos sociales, como ocurrió más tarde con el fútbol (véase Pan y Toros).

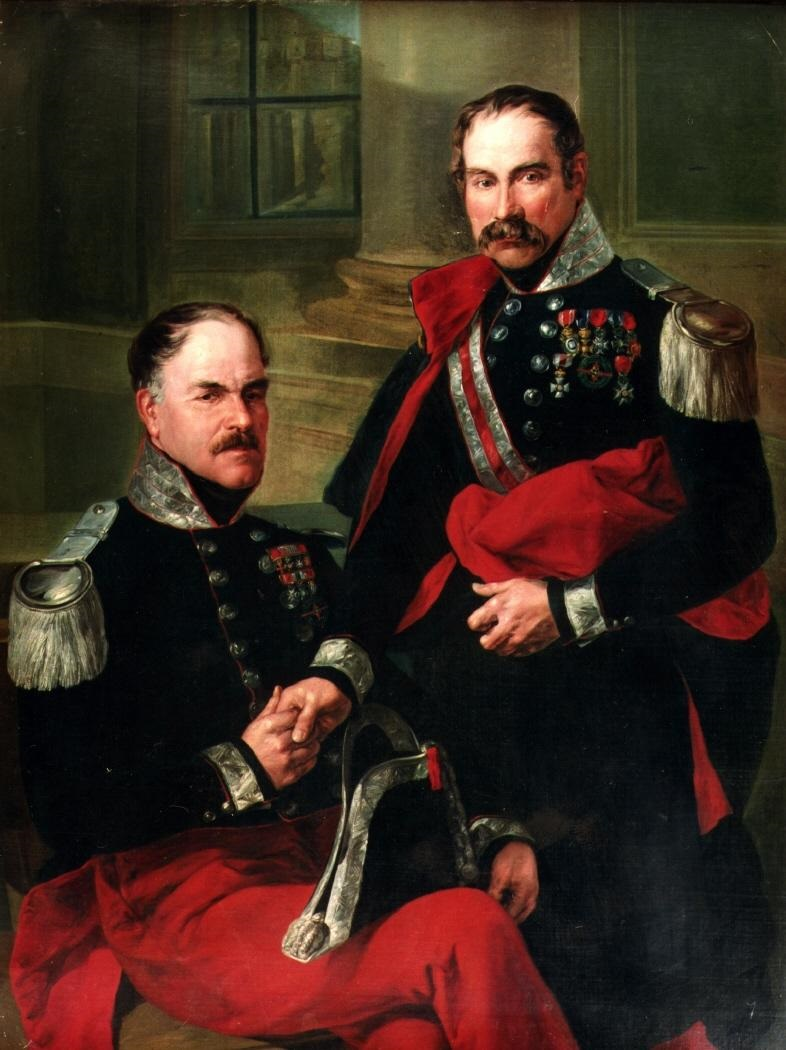
Los dos militares que se estrechan la mano en este óleo de Bernardo López Piquer (1842) pueden representar la identidad corporativa que alcanzaron los militares españoles a lo largo del, por encima de sus periódicos y sangrientos enfrentamientos. Uno de ellos parece disimular una boina roja (carlista), por lo que el cuadro fue confundido con una alusión al abrazo de Vergara entre Espartero y Maroto (1839).

- ¿Qué se debe a España?, fue preguntado por Masson de Morvilliers en la Encyclopèdie Methodique, 1782.[66]
- Pan y toros, fue popularizado a partir de un artículo de León de Arroyal (1793), donde criticaba el casticismo en polémica con Juan Pablo Forner, que a su vez polemizaba con Morvilliers.
- Viva la Pepa, al proclamarse Constitución de Cádiz, 12 de marzo de 1812.
- Vivan las cadenas, al recibir tras la Guerra de Independencia a Fernando VII en 1814; la misma actitud en el Manifiesto de los Persas (12 de abril de 1814).
- Caminemos todos, y yo el primero, por la senda constitucional, Fernando VII, 1820, al jurar la Constitución tras el pronunciamiento militar de Rafael del Riego que abría el Trienio liberal.
- Dios, patria, rey, (Batalla de Oriamendi, 1837) fue el lema triádico del carlismo, que no era en ese momento un movimiento nacionalista (aunque patriótico), sino restaurativo, partidario del Antiguo Régimen y opuesto a la nación soberana que intentan construir los liberales. Otras versiones del lema fueron Dios, patria, rey, jueces; Dios, patria, fueros, rey; e incluso Dios y Leyes Viejas (Jaun Goikua eta Lege zarrak en euskera), que fue el lema que Sabino Arana diseñó a finales del siglo XIX para el Partido Nacionalista Vasco.
- Y cúmplase la voluntad nacional, Baldomero Espartero (regente de 1841 a 1843). El uso de esta frase se extendió por otros personajes, especialmente por el también general Juan Prim (presidente del gobierno entre 1868 y 1870).[67]
- Más vale honra sin barcos, que barcos sin honra, o España prefiere honra sin barcos a barcos sin honra, o Mi patria quiere mejor...; Casto Méndez Núñez, almirante en la Guerra del Pacífico (1866).[68]
- Viva España con honra, revolución de 1868.
- Viva Cartagena, revolución Cantonal, 1873.
- Son españoles los que no pueden ser otra cosa, Antonio Cánovas del Castillo.[69]
- Echar siete llaves (o doble llave) al sepulcro de El Cid, Joaquín Costa.[70]
- ¡Santiago y cierra, España!, de origen medieval, que fue rescatado con fines peyorativos a finales del siglo XIX, como el lema anterior del Cid, forzando el sentido del cierra más allá de su significado militar original. No obstante, fue reivindicado de forma reactiva y casticista por los editores de la revista derechista de los años treinta Acción Española, que tenía como colaboradores a Ramiro de Maeztu, Eugenio Vegas Latapie o José Calvo Sotelo.
- ¡Que inventen ellos![71] y Me duele España,[72] Miguel de Unamuno.

## El nacionalismo español en elsigloXX

### Militarismo y regeneracionismo
Desde Riego hasta Martínez Campos, casi todo el siglo XIX está salpicado de periódicos pronunciamientos de los espadones que agrupaban detrás de ellos a los distintos partidos políticos. Fue la propia Guerra de Independencia la que suscitó el prestigio social de la vocación militar, a la que llegaron gentes de todo origen (hijos segundones antes destinados al clero, plebeyos) que en una sociedad estamental cerrada no hubieran tenido tal oportunidad de ascenso social. Algunos de ellos (Ferraz, Valdés) recibían el mote de ayacuchos por haber participado en la Batalla de Ayacucho, o si no fue así (como Espartero o Maroto), por al menos haber asistido al final de la presencia española en la América continental; mientras que también en las nuevas naciones se impuso el caudillismo como forma de representación política.
En estos líderes se identificaba la propia nación en un concepto de encuadramiento social que, lejos de ser conservador o reaccionario, era en origen revolucionario: la nación en armas. No obstante, en la práctica se delegaba también en ellos la iniciativa política, en ausencia de control efectivo de la sociedad civil. La milicia nacional instrumentalizada por los progresistas, que encuadraba a las clases urbanas en la defensa de la revolución liberal, dejó pronto de tener importancia efectiva. Otro cuerpo militar, nacido a mediados de siglo a iniciativa de los moderados, tuvo una proyección mucho más importante: la Guardia Civil, con un amplio despliegue territorial que cubría todas las áreas rurales, encargada de garantizar dos nuevos conceptos: el orden público y la propiedad privada, de extraordinaria importancia para el nuevo sistema liberal-capitalista que, tras la Guerra Carlista y la Desamortización, había integrado a la oligarquía de altos nobles, grandes burgueses y terratenientes.
La Legión Española fue un cuerpo de choque creado para la guerra de Marruecos en 1920, y tuvo entre sus primeros oficiales a Millán Astray y Francisco Franco, que encarnaron el concepto de militar africanista, con una nueva forma de entender la misión de España en el mundo que exigía recomponer las relaciones entre ejército y sociedad civil. Echaban de menos en esta los valores castrenses que la Legión encarnaba, explicitados en su Credo Legionario: disciplina inflexible, adhesión inquebrantable al jefe (que debe mostrar dotes carismáticas de mando), hermandad entre compañeros de armas con razón o sin ella (el grito A mí la Legión), exaltación de la virilidad, con desprecio de la propia vida (el grito Viva la muerte —utilizado junto con Abajo la inteligencia por Millán Astray en su célebre altercado con Miguel de Unamuno—) y una fuerte identificación con el catolicismo.

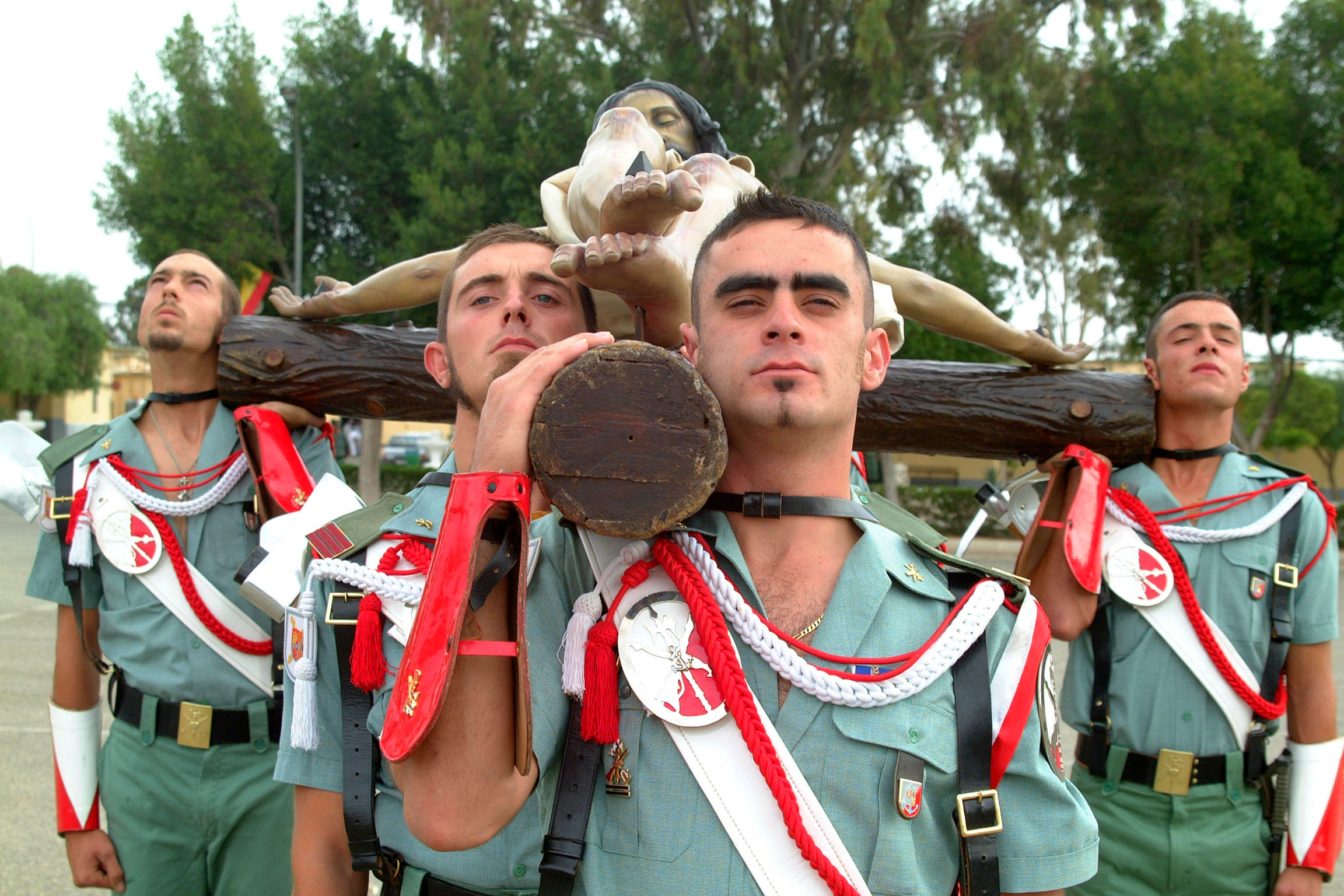
Ritual del Cristo de la Buena Muerte, que sigue celebrándose en la actualidad, al igual que otras devociones castrenses (algunas matizadas, como la participación militar en la Procesión del Corpus de Toledo, que ya no presenta honores militares) y la institución del capellán castrense.La Legión Española fue un cuerpo de choque creado para la guerra de Marruecos en 1920, y tuvo entre sus primeros oficiales a Millán Astray y Francisco Franco, que encarnaron el concepto de militar africanista, con una nueva forma de entender la misión de España en el mundo que exigía recomponer las relaciones entre ejército y sociedad civil. Echaban de menos en esta los valores castrenses que la Legión encarnaba, explicitados en su Credo Legionario: disciplina inflexible, adhesión inquebrantable al jefe (que debe mostrar dotes carismáticas de mando), hermandad entre compañeros de armas con razón o sin ella (el grito A mí la Legión), exaltación de la virilidad, con desprecio de la propia vida (el grito Viva la muerte —utilizado junto con Abajo la inteligencia por Millán Astray en su célebre altercado con Miguel de Unamuno—) y una fuerte identificación con el catolicismo.

La Restauración había marcado un paréntesis de política civil, con el turnismo Cánovas-Sagasta, pero eso no significó un aumento de la pureza democrática del sistema político, a pesar de que se ejercía el sufragio universal masculino (ya presente en la Constitución española de 1869, eliminado en 1876 y recuperado desde 1890). En todo el siglo XIX y hasta 1931 no hubo ningún caso de un gobierno que perdiera unas elecciones: el procedimiento no era ganar la confianza del pueblo para llegar a gobernarlo, sino llegar al gobierno (por una intriga palaciega, por un pronunciamiento militar o, en el mejor de los casos, por consenso de las fuerzas políticas "dinásticas") y después convocar elecciones, convenientemente gestionadas por la red clientelar que partía del ministerio de gobernación, pasaba por los gobiernos civiles de cada provincia y llegaba al cacique que controlaba cada pueblo; incluyendo el encasillado de los candidatos propicios, la compra de votos o reclamación de deudas de favores anteriores y el pucherazo, o fraude descarado, en caso necesario. Joaquín Costa hizo un análisis demoledor en Oligarquía y caciquismo como la forma actual de gobierno en España: urgencia y modo de cambiarla (1901).
A esas alturas, la evidencia de la corrupción del sistema político hacía muy extendidas las peticiones de un cirujano de hierro, y el desprecio a la política y a los políticos profesionales, que incluyó un movimiento impulsado por la burguesía catalana a través de la Junta Regional de Adhesiones al Programa del General Polavieja. La intervención del ejército en las calles, fuera convocado por el gobierno para garantizar el orden público, o fuera de forma espontánea, era una práctica cada vez más habitual. El descontento militar latente desde el desastre de 1898 se había puesto de manifiesto periódicamente, con motivo del escándalo del ¡Cu-Cut! (1905, ataque a una revista satírica catalanista, tras el triunfo electoral de la Lliga), la sublevación antimilitarista de la Semana Trágica (1909), y en la crisis de 1917 (con el movimiento de las Juntas de Defensa simultáneo a una Asamblea de Parlamentarios antigubernativa en Barcelona y una huelga general revolucionaria). De forma decisiva estalló como consecuencia del desastre de Annual, cuya mala gestión abocó al golpe de Miguel Primo de Rivera, capitán general de Barcelona.
En el triunfo del golpe de Estado tuvo mucho que ver el estímulo de la burguesía catalana (atemorizada por la escalada de terrorismos emulativos patronal-sindical), la aquiescencia del rey (particularmente identificado con el estamento militar y que no había sido ajeno a las extrañas decisiones que llevaron a Annual) y la pasividad de todas las fuerzas políticas. Una de sus prioridades fue la restauración del honor patrio comprometido en Marruecos, lo que logró con un extraordinario despliegue propagandístico y militar, en el ambicioso desembarco de Alhucemas. En los años de su dictadura, en ausencia legal y efectiva de oposición (a excepción de algunos intelectuales exiliados, como Unamuno), se llevó a cabo una política económica y social de signo corporativista, de aspiraciones interclasistas, que pretendía subordinar al interés nacional los intereses particulares (locales, partidistas o de clase). En su desarrollo se contó con un cierto grado de colaboración por parte del sindicato socialista (UGT). Sus contenidos concretos ya se han indicado (véase la sección Nacionalismo y economía).
Se estaba produciendo una verdadera Edad de plata de las letras y las ciencias españolas, en la que tuvo un destacado lugar el inicio del debate intelectual sobre el mismo ser de España. Las distintas posturas ideológicas variaban dramáticamente, ahondando las divisiones de lo que Antonio Machado comenzó a llamar las Dos Españas; aunque la identificación con la nación española no era menor en las izquierdas que en las derechas: si no se leyera el contenido, era imposible distinguir por el título las revistas izquierdistas España. Semanario de la Vida Nacional (Ortega, Araquistáin, Azaña) y Nueva España (José Díaz Fernández, Joaquín Arderíus, Ramón J. Sender, Julián Gorkin, Isidoro Acevedo, Alardo Prats) de La Gaceta Literaria de Ernesto Giménez Caballero, que desde una postura estética vanguardista evolucionó hacia el fascismo. La permeabilidad entre ambos grupos no era imposible: un socialista como Julián Zugazagoitia colaboró en ambas, y el mismo Giménez Caballero se jactaba de haber alumbrado a las primeras generaciones de escritores fascistas y comunistas; aunque ese papel de convivencia en la discrepancia intelectual correspondió más claramente a Revista de Occidente de Ortega o Cruz y Raya de José Bergamín.

### Segunda República

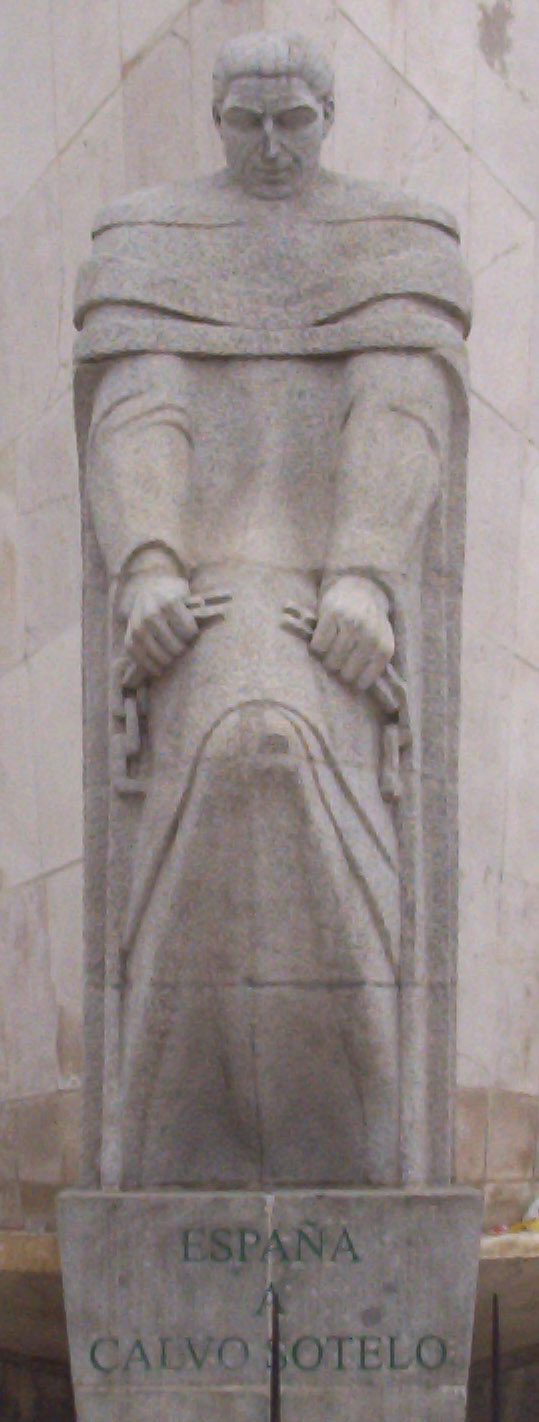
Monumento a José Calvo Sotelo, el Protomártir de la Cruzada en la plaza de Castilla de Madrid.

La mayor parte de los partidarios de la Segunda República (empezando por sus dos presidentes, Niceto Alcalá Zamora y Manuel Azaña) no eran menos nacionalistas españoles que sus oponentes; y algunos, ni siquiera menos centralistas, como pudo observarse en los debates parlamentarios, en que José Ortega y Gasset acuñó el término conllevancia para designar la relación con los nacionalistas periféricos.
El movimiento obrero (dividido entre socialistas —organizados en torno al Partido Socialista Obrero Español y escindido en múltiples sensibilidades— y anarquistas —cuyas principales organizaciones eran la CNT y la FAI, que posteriormente formarían un frente único anarquista llamado CNT-FAI—) era teóricamente internacionalista (el minoritario Partido Comunista de España sí tenía un estrecho control desde la Internacional Comunista), con lo que su posición ante el tema de la identidad nacional —tanto unitaria española como particularista o periférica— nunca podría ser demasiado categórica. No obstante, en la práctica se comportó en ocasiones decisivas como la más efectivamente centralista de las fuerzas republicanas. Es muy conocida la expresión de extrema desconfianza de Indalecio Prieto hacia la autonomía vasca (Gibraltar vaticanista), a pesar de que terminó por contribuir profundamente a la redacción final de su estatuto. La posición de la CNT —mayoritaria en el movimiento obrero catalán— hacia la autonomía pasó por fases más o menos comprensivas, pero nunca dejó de considerarla un asunto más bien burgués, es decir, expresión de sus enemigos de clase; y en cualquier caso no entraba dentro de sus parámetros el sometimiento a ningún tipo poder, fuera central o autonómico. La postura de los anarquistas ante su condición nacional o identitaria osciló entre el federalismo teórico o real (particularmente el sector treintista o moderado, que era tildado de nacionalista español), el regionalismo, e incluso el iberismo (la escala ibérica de la FAI); siempre según la cambiante tendencia de los líderes del movimiento en cada momento o lugar, de forma más agudizada durante la guerra civil: durante un año existió el Consejo Regional de Defensa de Aragón (en la práctica un gobierno anarquista independiente del central); más espectacular fue la posición de los anarquistas en Cataluña, que llegó al enfrentamiento armado (Jornadas de mayo de 1937 en Barcelona). Ya en ese momento se había producido en Cataluña una unificación de partidos de izquierda, incluyendo a distintas ramas de socialistas y comunistas, con el nombre de Partit Socialista Unificat de Catalunya (PSUC, que se vinculará a la Internacional Comunista), aliado en el gobierno de la Generalidad con los nacionalistas catalanes de Esquerra Republicana de Catalunya (ERC), y que excluía tanto a los anarquistas como los a trotskistas del POUM.
En el otro extremo del espectro político, la cuestión regional suscitada desde la discusión del estatuto de autonomía catalán sirvió de estímulo para la radicalización de los partidos de derecha, en un proceso que terminó en la apropiación del adjetivo nacional por el bando sublevado en la guerra civil.
El doctor y político José María Albiñana fundó en abril de 1930 el Partido Nacionalista Español, inspirado en el Partido Nacional Fascista italiano (con sus milicias, culto al líder y populismo) pero de carácter integrista cristiano y monárquico. No tuvo apenas implantación, salvo en Barcelona, Madrid, Sevilla, Valladolid y Burgos (por esta provincia resultó elegido diputado Albiñana en las elecciones de febrero de 1936). Tras el inicio de la Guerra Civil, partido y milicias acabaron integradas en Falange Española Tradicionalista y de las JONS. Esta, a su vez, había surgido de la fusión de otros grupos más o menos inspirados en el fascismo y muy combativos (dialéctica y físicamente) contra los grupos izquierdistas: las Juntas de Ofensiva Nacional Sindicalista de Ramiro Ledesma y Onésimo Redondo y la Falange Española de José Antonio Primo de Rivera, hijo del dictador. Había muchos otros grupos, como Tradición y Renovación Española y el Bloque Nacional de José Calvo Sotelo, o el Partido Agrario de Nicasio Pelayo (desmantelador de la reforma agraria durante el llamado bienio negro) y Antonio Royo Villanova (que destacó por su oposición al estatut y su libro El problema catalán). No obstante, el movimiento político más importante era la Confederación Española de Derechas Autónomas (CEDA, coalición formada en torno a un partido primero llamado Acción Nacional, y luego Acción Popular), liderado por José María Gil-Robles, cuyas juventudes actuaban como un grupo de disciplina casi paramilitar (Ramón Ruiz Alonso).

### Guerra Civil
El mismo uso del nombre de bando nacional que se dio a sí mismo el formado en torno a los militares sublevados en 1936 fue un activo propagandístico a su favor. En cada una de las tomas de una población, se repetía el lema Entra España o Ya es España; y se procuraba identificar todo lo posible al bando republicano no solo con los rojos, sino explícitamente con una genérica Anti-España y concretamente con Rusia (lo que continuó haciéndose obsesivamente después de la guerra con los temas, convertidos en clichés, de Rusia es culpable y El oro de Moscú). Por su parte, la propaganda del bando republicano para referirse a sus opuestos, utilizaba la expresión fascistas apoyados por Alemania e Italia, y procuraba remarcar la utilización de moros como tropas de choque; pero por otro lado, sus mensajes siempre fueron muy internacionalistas (no es casual que se eligiera el nombre de Brigadas Internacionales para las formadas por voluntarios extranjeros) y procuraban utilizar el argumentario pacifista propio de la Sociedad de Naciones. 
En el contexto de la guerra civil el bando sublevado emitía órdenes de corte ultranacionalistas:

Ordeno y Mando:

Artículo 1º: Todo elemento extremista que al darle el grito de VIVA ESPAÑA, no conteste de igual forma, será ejecutado pasado por las armas en el acto.

Artículo 2º: Al presentarse las autoridades a las inmediaciones de sus domicilios y no salga el personal que haya dentro del mismo antes de la llegada de la fuerza con los brazos abiertos en alto gritando VIVA ESPAÑA serán pasados por las armas en el acto (...)

Falces, 11 de agosto de 1936. El Excmo. Sr. Comandante militar de la plaza.
Recogido en Navarra 1936. De la Esperanza al Terror

### Franquismo
Las ideas políticas y filosóficas de Franco no eran muy diferentes de las del sector más derechista del cuerpo de oficiales del Ejército. Era conservador, católico y nacionalista; creía en una política autoritaria... era pragmático en sus actitudes políticas... estaba decidido a no repetir lo que él mismo llamó "el error de Primo de Rivera": la incapacidad del primer dictador español para crear una nueva doctrina y un nuevo sistema político... Franco estaba convencido de que él iba a jugar un papel providencial en la Historia de España.
Stanley G. Payne

España salió de la guerra civil como un Estado totalitario, como la Italia fascista o la Alemania nazi, sus aliadas, aunque no participara directamente en la inmediata Segunda Guerra Mundial. Con gran realismo se renunció al sueño imperialista que pareció posible en algún momento, al menos para presentarlo a Hitler en Hendaya (1941; se llegó a encargar a los entonces jóvenes diplomáticos José María de Areilza y Fernando María Castiella que plasmasen las Reivindicaciones Españolas en el Norte de África, incluyendo buena parte de las colonias francesas, especialmente el Oranesado, además de la irredentista de Gibraltar si se arrebataba a Inglaterra). Durante unos años evitará definirse como reino, hasta que la Ley de Sucesión en la Jefatura del Estado de 1947, proclame que España, como unidad política, es un Estado católico, social y representativo, que, de acuerdo con su tradición, se declara constituido en Reino (art. 1.º); y durante más tiempo aún se evitará el nombramiento de un sucesor a título de rey, entre los posibles candidatos, hasta que en 1968 se nombre a Juan Carlos de Borbón, que hubo de soportar muchos más desplantes y alguna duda de que la decisión pudiera revertirse en beneficio de Alfonso de Borbón y Dampierre, casado con la nieta del Generalísimo (él mismo, o bien su entorno más próximo, nunca dejaron de coquetear con la idea de entroncar con la monarquía).
El obsesivo culto a la personalidad del Caudillo, la reiteración obsesiva de lemas y símbolos unitarios, no ocultaba que en el régimen nunca hubo una monolítica unidad: el mismo Franco explotaba la rivalidad de las familias del franquismo (militares, azules o falangistas, católicos —luego transmutados en democristianos y tecnócratas del Opus Dei—, tradicionalistas o carlistas), entre las que administraba el reparto de parcelas de poder y utilizaba como contrapesos mutuos, resolviendo los conflictos internos de forma paternalista y salomónica, en una concepción de España idealizada como una gran familia, propia de la sociedad preindustrial, de la que él sería el padre. Una de sus frases se cita mucho como ilustración de su concepto del poder: haga como yo, no se meta en política. En otra definía su relación con sus ministros con un expeditivo y cuartelero es muy sencillo: yo mando y ellos obedecen, lo que de hecho le alejaba de los asuntos cotidianos, que muchas veces postergaba, proporcionándole una aureola de intemporalidad e identificación con los intereses eternos de la nación que convenía a la imagen de estadista que se formó (se decía: Franco no tiene reloj, sino calendario). En el análisis de uno de sus ministros, Gonzalo Fernández de la Mora, esta manera de entender la política era vista de forma extraordinariamente elogiosa:

Evitaba los asuntos subalternos y muy especialmente los relativos a nombramientos de personas: jamás me sugirió a nadie para cargo alguno. Daba, en suma, una gran libertad de acción a sus ministros, no les interfería y, con ello, les estimulaba a un máximo sentido de la responsabilidad. Administraba sus propias decisiones con mesurada parsimonia: zanjaba los debates importantes en el seno del Gobierno, daba unidad a la acción del Estado y reajustaba con meditado sentido político el equilibrio del Gabinete. Manifestaba su voluntad sólo cuando era imprescindible. No pretendía, como los dictadores, asumir todas las instancias, sino únicamente la última y excepcional, la exclusivamente suya.

Su visión de los españoles que se le oponían era extremadamente maniquea, en línea con el concepto de Anti-España que el pensamiento reaccionario español había definido desde Menéndez y Pelayo, y que dejó claro en su guion de la película Raza. En particular, llegaron a niveles obsesivos sus referencias a la Conspiración Judeo-Masónico-Comunista-Internacional que supuestamente habría causado todos los males de España, remontándose en sus orígenes al siglo XVI. Sin que llegara a constituir ninguna posición oficial, la búsqueda de identificación de la nación española con una presunta raza española, a semejanza de la raza aria de los nazis, llegó a su extremo en algunos personajes como el coronel y psiquiatra Antonio Vallejo-Nájera, que realizó extrañas investigaciones durante la guerra civil en colaboración con la Gestapo (experimentos encaminados a purificar la raza española eliminando el gen rojo), y la producción de una inquietante literatura sobre eugenesia en los años siguientes.
No obstante, la idea de nación española para el franquismo no fue por ese camino. Tampoco por el Estado Nacional Sindicalista que pretendían los falangistas, desplazados del centro del poder desde 1942 (salida de Ramón Serrano Súñer) y abocados a añorar una romántica revolución pendiente. Los años cuarenta y cincuenta fueron los del triunfo del Nacionalcatolicismo (para Trevor-Roper, el franquismo puede definirse como fascismo clerical, siendo el más tardío y exitoso de ellos).
Toda la vida social, pública y privada, debía mostrarse adecuada al ideal de una España unida en la fe cristiana, identificada con el lema Por el Imperio hacia Dios. Se vigiló particularmente la educación (a veces hasta extremos como los que se ridiculizan en El florido pensil), con una exhaustiva depuración del Magisterio, de la Universidad y las instituciones científicas y la recuperación de la enseñanza religiosa, tanto la impartida por colegios privados de titularidad religiosa como en los públicos; la Religión volvió a ser asignatura obligatoria, a la que se añadió la de Formación del espíritu nacional.

quise vivir y morir como católico. En el nombre de Cristo me honro, y ha sido mi voluntad constante, ser hijo fiel de la Iglesia, en cuyo seno voy a morir.
...
Creo y deseo no haber tenido otros [enemigos] que aquellos que lo fueron de España, a la que amo hasta el último momento y a la que prometí servir hasta el último aliento de mi vida que ya sé próximo.
...
Mantened la unidad de las tierras de España exaltando la rica multiplicidad de las regiones como fuente de fortaleza en la unidad de la Patria.
Testamento político de Franco, 1975.

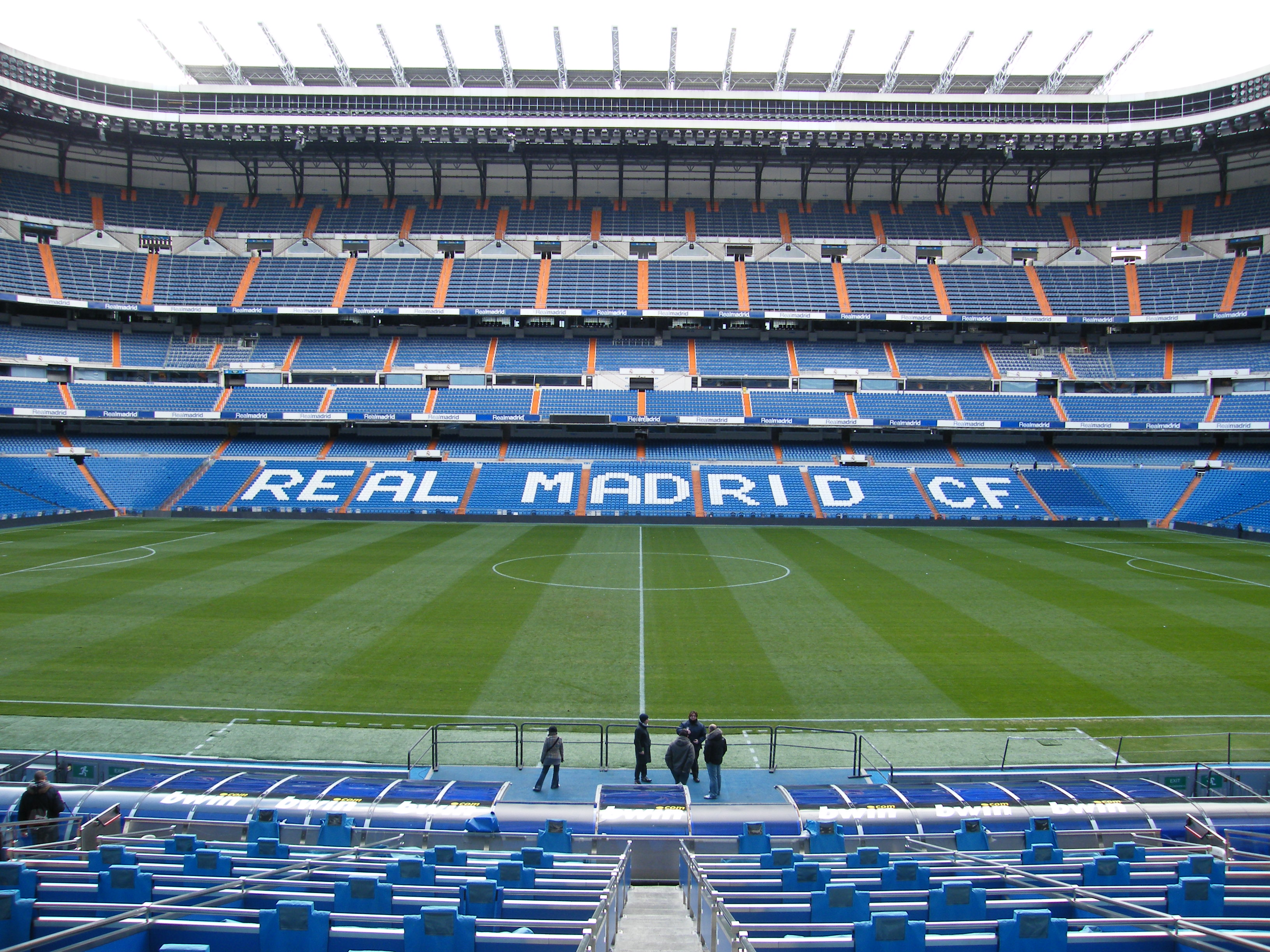
Este estadio lleva el nombre de Santiago Bernabéu, presidente del Real Madrid de 1943 a 1978. El periodo es casi coincidente con la ocupación de la jefatura del estado por Franco. El club, que ganó las cinco primeras Copas de Europa (de 1956 a 1966), era exhibido como una De las glorias deportivas, que campean por España... Noble y bélico adalid, caballero del honor, en palabras de su himno oficial. Su identificación con el régimen, y con la misma Nación Española, era proverbial. El palco del Bernabéu, que Franco visitaba con frecuencia (además de en partidos de fútbol, al menos una vez al año en las Demostraciones Sindicales) pasó a ser un espacio privilegiado para dar y buscar información, hacer negocios, ver y dejarse ver en los aledaños del poder político, social y económico. Una función similar cumplían las cacerías (como se describe en La escopeta nacional, de Luis García Berlanga).

La administración territorial era fuertemente centralista, con la única excepción de Navarra y Álava, baluartes del tradicionalismo, que mantuvieron sus privilegios forales, mientras que Vizcaya y Guipúzcoa, las explícitamente denominadas provincias traidoras, los perdieron. No obstante, Bilbao fue protegida como capital económica del bando nacional desde su polémica toma durante la guerra civil, y mantuvo una activa bolsa de comercio. Las instituciones financieras vascas (Banco de Bilbao y Banco de Vizcaya) incrementaron su peso en el conjunto de la economía española, así como la industria básica (Altos Hornos de Vizcaya), protegida de toda competencia exterior por la autarquía; con el tiempo (años cincuenta) el sector se diversificó con la creación de ENSIDESA en Avilés (Asturias). Cataluña también fue protegida económicamente en cuanto a la selección de localizaciones industriales, siguiendo la lógica del sistema corporativista y de paternalismo estatal. En cambio, fue decididamente sometida a una política de castellanización lingüística, a pesar de que algunos intelectuales falangistas (como Dionisio Ridruejo o Carlos Sentís) querían mantenerla en su diversidad cultural, en polémica con otros que terminaron imponiéndose (Josep Montagut).

Toda propaganda oral y escrita debe pasar por el mismo tamiz. No se permitirán ni alocuciones, ni mítines, ni conferencias que no se pronuncien en castellano, y quedará proscrita toda publicación, libro, folleto, revista, diario, que no se redacte en el lenguaje oficial de España, que es el verbo de la raza y de todos sus hijos de aquende y de allende la América Española.
...
hemos de entrar en Cataluña con las banderas desplegadas en nombre de España y hablando el lenguaje rudo y claro de Castilla, que por encima de todos los demás es el de España, ya que ese lenguaje lo entienden todos los catalanes y lo aman, a pesar de las campañas enconadas de los enemigos de España, a cuyo lado se hallan, quizás inconscientemente, algunos compatricios que ahora preconizan como procedimiento táctico el uso del catalán. Ya le sobrará tiempo a Falange y a España para demostrar a Cataluña que no siente odio ni desprecio por su lengua y por sus peculiaridades dignas de tenerse en cuenta.

Se desincentivó el uso del catalán en todo tipo de ámbitos (Si eres español, habla español), incluso en los religiosos, lo que produjo conflictos con las autoridades eclesiásticas, tan comprensivas en otros temas; y se prohibió en ámbitos oficiales (incluso en el registro civil de los nombres). Se cuidaban de forma exquisita los nombramientos de determinados puestos, como la Diputación o el Ayuntamiento de Barcelona, el rectorado de la Universidad e incluso la dirección del periódico La Vanguardia (que pasó a llamarse La Vanguardia Española), a pesar de ser de capital privado (Conde de Godó), o el más que un club Fútbol Club Barcelona. En cambio, los clubes vascos eran explícitamente puestos como ejemplo virtuoso al alinear únicamente jugadores españoles (al ser de su localidad o así). El fútbol fue ampliamente utilizado como válvula de escape de tensiones sociales y territoriales (Pan y fútbol), y como vehículo de identificación nacional.
En los últimos años sesenta y primeros setenta, en el final del franquismo, la España vertical de la posguerra quedaba muy lejos, incluso para los círculos más cercanos al poder.

Dentro de la clase política del régimen, existían al menos dos grupos que mostraban abiertamente sus diferencias. Por un lado estaban los "inmovilistas", que trataban de "perfeccionar" el régimen, sin perder las señas de identidad derivadas del Estado surgido con el "Alzamiento del 18 de julio de 1936"... ex-ministros (Girón o Fernández-Cuesta) militares (García Rebull, Cano Portal) hombres de negocios (Oriol y Urquijo) eclesiásticos (monseñor Guerra Campos) organizaciones de ex-combatientes (Hermandades Nacionales de Alféreces Provisionales)... Su fuerza radicaba en el contacto directo con Franco y en la presencia en las instituciones. Su mayor debilidad se centraba en la escasa audiencia pública que tenían y, sobre todo, en la propia transformación de la sociedad española... Son un contrapoder, en los que Franco se apoya para intimidar a los "aperturistas". Franco tiene mayor confianza en ellos, ya que comparte su visión de la historia, su propio pasado, está seguro de su fidelidad y sobre todo entiende aquello que defienden.
Abdón Mateos y Álvaro Soto

### Transición
La inevitabilidad del final del franquismo quedó patente desde el asesinato por ETA de Luis Carrero Blanco (1973), a quien Franco acababa de nombrar presidente del gobierno (cargo inédito en un sistema que hasta entonces acumulaba todo el poder en la cúspide). Los gobiernos de Carlos Arias Navarro (últimos de Franco y primeros del rey Juan Carlos) evidenciaron la incapacidad de la facción inmovilista (llamada el búnker) para mantener intacto el espíritu del 18 de julio, pasando a ser una fuerza obstaculizadora pero no decisiva, dividido en facciones desunidas y enfrentadas entre sí, llegando a la violencia física. Este enfrentamiento llegó a ser grave en los sucesos de Montejurra (9 de mayo de 1976) entre distintas ramas carlistas, con la intervención nunca aclarada de elementos falangistas (para entonces, igualmente o más divididos aún), agentes policiales y del neofascismo internacional. En sus manifestaciones más extremistas, estos grupos funcionaban ya en la clandestinidad o incluso convertido en grupos terroristas (Guerrilleros de Cristo Rey, Batallón Vasco Español), que no obstante mantenían una conexión encubierta con la policía y el ejército (la continuación de esa relación con los GAL de la etapa del gobierno socialista de Felipe González ha sido repetidamente apuntada, aunque no aclarada). El tema de la unidad de España era uno de los que más movilizaban o atemorizaban a una gran parte de la sociedad que no se restringía a la ultraderecha, sino que era mucho más amplia: todos los que confiaban en que Franco lo hubiera dejado atado y bien atado. Esta mentalidad se comenzó a denominar franquismo sociológico: actitudes conservadoras, acostumbradas por varias generaciones a la autocensura y la obediencia, incluso serviles ante el poder, y de miedo a la libertad (expresión de Eric Fromm en su análisis del fascismo, libro muy divulgado por esas fechas).

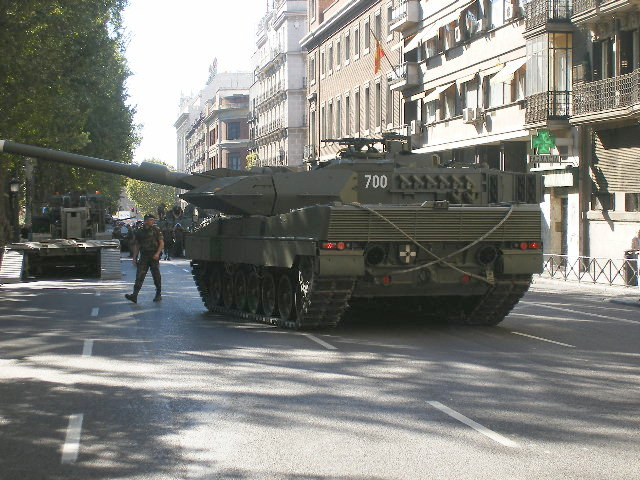
Tanque del ejército preparando el desfile del Día de las Fuerzas Armadas del año 2006 en Madrid. Veinticinco años antes, existió la posibilidad de que esa imagen fuera de una maniobra real, como de hecho ocurrió el 23 de febrero de 1981 en las calles de Valencia, tomadas por tanques al mando del general Jaime Milans del Bosch.

La movilización de la oposición era cada vez más abierta, y las más espectaculares, además de los conflictos de naturaleza laboral generalizados por todo el país, fueron precisamente en Cataluña y el País Vasco, las que incluían desafíos al concepto uniformador de España incuestionable durante el franquismo. El más divulgado fue un lema triádico: Libertad, Amnistía, Estatuto de Autonomía. Adolfo Suárez era desde 1976 el nuevo presidente del gobierno, más conforme a los deseos reformistas del rey. Tras las elecciones de junio de 1977, consideró la conveniencia de dar el golpe de efecto de la vuelta del exilio de Josep Tarradellas (y su grito Ja soc aquí en la plaza de San Jaime, el 29 de septiembre del mismo año), al que hábilmente reconoció el cargo de President de la Generalitat (en un primer momento de forma no explícita, sino a través de la fórmula protocolaria del tratamiento de honorable). Al mismo tiempo, significó un punto de tensión para los militares, cuyo ruido de sables amenazaba permanentemente con un golpe de Estado, que se evitó, en buena medida por la forma en que fueron controlados por el vicepresidente Manuel Gutiérrez Mellado. Solo la vuelta de Santiago Carrillo (finales de 1976, poco antes del referéndum de la Ley para la Reforma Política) y la legalización del PCE (9 de abril, sábado santo de 1977, a pocos meses de las elecciones de junio) supusieron un desafío mayor, con dimisiones incluidas (almirante Pita da Veiga). La existencia de un terrorismo de varios frentes (GRAPO, ETA y grupos ultraderechistas) hacía particularmente delicada la situación, que estuvo a punto de convertirse en insostenible en enero de 1977 (los llamados Siete días de enero en la película de Juan Antonio Bardem), cuando se produjeron simultáneamente secuestros de altas personalidades por el GRAPO y el atentado ultraderechista contra un despacho de abogados laboralistas conocido como matanza de Atocha. Los repetidos atentados de la ETA contra policías, militares y políticos españolistas en el País Vasco, y la quema de banderas españolas en numerosas manifestaciones, eran ampliamente calificados de desafío inaceptable a la españolidad del País Vasco por los medios de prensa ultraderechistas, que abiertamente llamaban a la intervención del ejército (especialmente el periódico El Alcázar). Las conspiraciones de algunos elementos militares (Operación Galaxia) fueron fácilmente detectadas y neutralizadas antes de que pasaran a fase de ejecución, hasta el fallido golpe de Estado de 23 de febrero de 1981.
En cuanto a los nuevos partidos políticos, cuya legalización parecía solo cuestión de tiempo desde el discurso de Arias conocido como el del espíritu del 12 de febrero (1974) que implicaba el consentimiento de asociaciones políticas, fueron situándose en el espectro político de izquierda a derecha, correspondiendo a estos últimos las defensas más cerradas del concepto de unidad de España, que no obstante todos tenían que respetar en sus estatutos tal como quedó previsto en la definitiva Ley para la Reforma Política de diciembre de 1976 (aceptada por las Cortes franquistas en lo que se conoció como su harakiri o suicidio político). No se legalizó a los que mantuvieran claras reivindicaciones independentistas, aunque sí al PNV o los partidos nacionalistas catalanes (Pacte Democràtic per Catalunya, de Jordi Pujol, mientras que la tradicional Esquerra, que apoyaba otra coalición, solo obtuvo un diputado). Incluso pudo presentarse y obtener un diputado Euskadiko Ezkerra, vinculado a ETA político-militar (una rama de ETA que acabó por reinsertarse en el sistema democrático). También ofrecía dificultades legalizar a partidos de izquierda, a los que se sugirió desde el ministerio del interior (Rodolfo Martín Villa) que centraran sus reivindicaciones programáticas en cuestiones teoréticas, como el cuestionamiento de los valores de la burguesía. No obstante, algunos de los partidos de extrema izquierda no fueron legalizados hasta meses después de las elecciones (PTE u ORT) aunque pudieron presentarse de hecho a través de coaliciones ad hoc. A pesar de ello no obtuvieron representación parlamentaria. Tampoco pudieron presentarse los que no optaron por utilizar eufemismos para salvar su orientación republicana, otro de los escollos legales (Izquierda Republicana y otros partidos históricos). El PCE, significativamente, respondió a una urgente sugerencia del gobierno con una famosa rueda de prensa (14 de abril de 1977) en que se abandonaba el uso de la bandera tricolor en beneficio de la rojigualda. El mismo PCE insistirá posteriormente para que la legislación sobre uso de la bandera llevara este texto:

La bandera de España simboliza la nación; es signo de soberanía, unidad e integridad de la patria y representa los valores superiores expresados en la Constitución.

cuando ya se había sustituido oficialmente el escudo franquista (con el águila) por el denominado constitucional.
Ningún partido de extrema derecha obtuvo representación parlamentaria en 1977, quedando la derecha representada por Alianza Popular, una coalición de personalidades franquistas con los aperturistas Manuel Fraga, José María de Areilza y Alfonso Osorio, y el claramente nostálgico Arias Navarro. Consiguió mayoría relativa la Unión de Centro Democrático (UCD), coalición de múltiples partidos y personalidades democristianas, liberales y socialdemócratas cobijados bajo el gobierno de Suárez. Simultáneamente a los debates constitucionales se produjo la apertura del "proceso preautonómico", con el que se preveía generalizar la descentralización del Estado (se denominó café para todos, expresión atribuida al ministro Manuel Clavero Arévalo), lo que implicó a buena parte de la clase política, interesada en acceder a las nuevas parcelas de poder territorial que estaban por crearse en todas las regiones. Eso amplió decisivamente la base de apoyo del nuevo sistema entre muchos antiguos franquistas lo suficientemente pragmáticos para realizar lo que se llamó cambio de chaqueta. Fernando Vizcaíno Casas, un novelista de ideología ultraderechista con gran éxito de ventas —Al tercer año resucitó (1978)—, llegó a titular una de sus obras De camisa vieja a chaqueta nueva, parafraseando el himno de Falange.

El Título octavo de la Constitución, relativo a la organización territorial del Estado, ha sido el más discutido por los especialistas y resulta el más endeble desde el punto de vista jurídico y político. Los dirigentes de los partidos políticos y los propios redactores de la Constitución hubieron de hacer verdaderos equilibrios para llegar a un texto que resultara aceptable para todos. Se alcanzó una fórmula evidentemente desafortunada y ambigua, pero con ella se intentaba lograr un marco en el que, a la vez, se pudiera incluir la exigencia del nacionalismo catalán, la reivindicación de los derechos históricos por parte del nacionalismo vasco y una fórmula para dar respuesta al sentimiento regionalista nacido en la totalidad de España como reacción al centralismo anterior... Si las Constitución prescribe la unidad de España y la solidaridad de sus regiones, también hace concesiones a los nacionalistas vascos al derogar las leyes de 1839 y 1876.
...

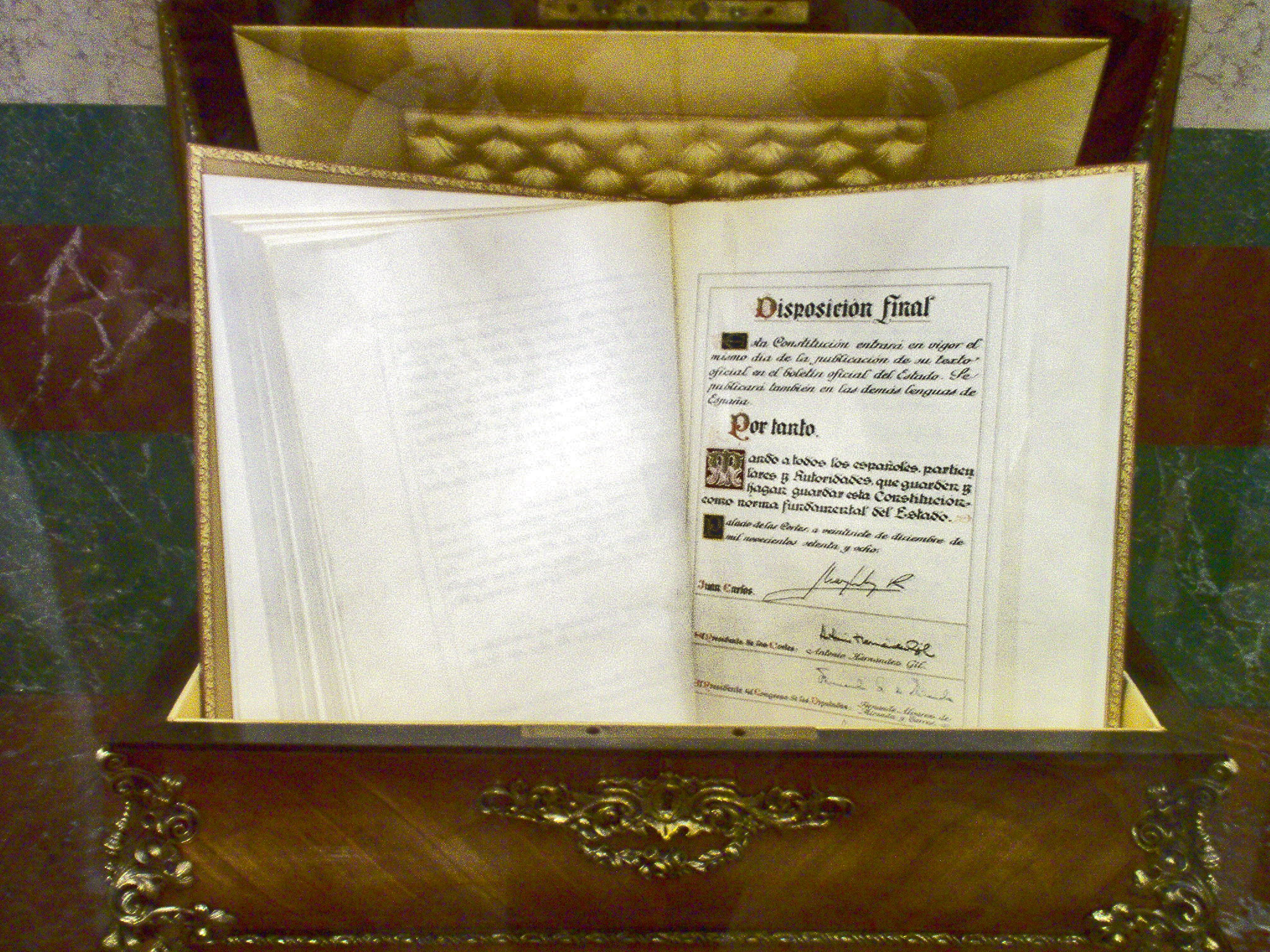
Ejemplar de la Constitución española de 1978 abierta por la página en que fue firmada el 27 de diciembre de aquel año por el rey y los presidentes de las Cortes, el Congreso y el Senado.

No fue posible lograr un consenso constitucional sobre la vertebración territorial de España... sólo se logró con la aprobación de los estatutos catalán y vasco.
...
A la altura del año 1975 España era... para la mayor parte de [los españoles] Estado y Nación a la vez, para importantes minorías era Estado pero no Nación... Con el paso del tiempo, las reclamaciones vasca y catalana actuaron como detonante del sentimiento regionalista en el resto de España.
Javier Tusell

Para algunos autores, la indefinición constitucional más que un defecto fue una virtud que permitió que el debate territorial se centrara en asuntos competenciales (fundamentalmente financieros e institucionales), en los que es posible la negociación, la transacción y, en último término, la decisión arbitral de los tribunales; y no en los esencialismos identitarios, en los que por su propia definición autoafirmante y excluyente no puede haber acuerdo.

## Actualidad

### Fuerzas sociales
Una vez concluida la transición, las fuerzas sociales que anteriormente se denominaban poderes fácticos dejaron de gravitar de una manera tan obvia sobre la vida política, pero no dejaron de estar presentes, y su postura ante el problema de la definición nacional de España no deja de ser importante:
- Las instituciones económicas —fundamentalmente la patronal CEOE y la gran banca, que se vio sometida a un proceso de concentración en forma de fusiones que la ha dejado reducida a dos grandes bancos, incluyendo la privatización y absorción de las instituciones financieras públicas (efímeramente reunidas en Argentaria)— han dejado claro en repetidas ocasiones su posición favorable al mantenimiento de la unidad nacional, incluso frente a "agresiones" económicas extranjeras en una coyuntura de expansión de las empresas españolas que se han convertido en multinacionales de mediano peso internacional. En alguna ocasión se ha llegado a explicitar el concepto campeones nacionales, es decir, de mantener empresas españolas de un tamaño tal que les permita competir eficazmente y protegerse contra la posible absorción por otras extranjeras. La principal tensión ocurrió con motivo de la opa hostil de Gas Natural[116] sobre la privatizada ENDESA, que suscitó el curioso lema antes alemanes que catalanes (por la contraoferta de una empresa alemana, preferida por un sector importante de los accionistas de Endesa; al final fue una empresa italiana la que consiguió "vencer" con una oferta superior).[117] La relación de las patronales vasca (Confebask) y catalana (Fomento del Trabajo Nacional), integradas en la confederación estatal española, es a veces conflictiva y claramente mantienen posiciones propias, acomodaticias con los nacionalismos periféricos, pero habitualmente alejadas de planteamientos soberanistas.[118]
- El Ejército dejó de considerarse un elemento que interfiriera en la vida política después del fracaso del intento de golpe de Estado del 23-F, y de la profesionalización a la que contribuyó la entrada en la OTAN (en 1981 y refrendada popularmente en 1986 bajo el gobierno socialista de Felipe González), el final del servicio militar obligatorio (2002, bajo el gobierno conservador de José María Aznar)[119] e incluso el acceso de militares de nacionalidad no española (que ha llegado al 7% de las tropas, restringido a soldados de origen hispanoamericano y de Guinea Ecuatorial, lo que no parece haber suscitado problemas graves a excepción de algún caso puntual).[120] A pesar de que no se ha vuelto a expresar de forma corporativa, esporádicamente hay declaraciones de militares a título personal sobre el tema de la unidad de España.[121] Quizá la más trascendente fue la de un general que hubo de ser sancionado por unas declaraciones contra la reforma del estatuto catalán.[122] No obstante, la utilización del ejército como instrumento de la política nacional no puede ignorarse: tanto en su aspecto más amable (misiones de paz y cooperación internacional) como en el más polémico (intervención en la guerra de Irak, a pesar del cuidado que se tuvo en no aparecer como potencia beligerante). La retórica nacionalista-militarista ha venido desapareciendo progresivamente del lenguaje castrense, incluso de los rituales, como la nueva formulación de la jura de bandera, en la que los militares solo se comprometen a defender la Constitución.[123] La intervención más retóricamente nacionalista fue sin duda la recuperación del islote de Perejil (11 de julio de 2002), que permitió al ministro Federico Trillo un sentido discurso: Al alba, y con un tiempo duro con viento de levante de 35 nudos....[124] El hecho de que la Constitución, en su artículo 8 encargue a las fuerzas armadas la misión de garantizar la soberanía e independencia de España, defender su integridad territorial y el ordenamiento constitucional suele utilizarse, de forma polémica, como posible justificación de una intervención militar.[125]
- La Iglesia española, que aparecía dividida durante la transición (pontificado de Pablo VI) entre una corriente progresista y otra conservadora, ha presenciado desde el pontificado de Juan Pablo II una clara reorientación en sentido conservador, siendo las voces discrepantes dentro de la conferencia episcopal calificadas de "sector moderado", en el que suelen aparecer los obispos de las diócesis vasco-navarras y catalanas, próximos a los nacionalismos periféricos (véase Historia del Cristianismo en España). Aunque los documentos de la conferencia son consensuados y nunca pueden ser demasiado explícitos, se dan Orientaciones morales ante la situación actual de España y se llegó a calificar la unidad de España como un bien moral.[126] El destacado papel social y político que ha adquirido en los últimos años la cadena radiofónica propiedad de la Conferencia Episcopal (COPE) se ha aplicado en un sentido de oposición frontal al gobierno socialista en todos los ámbitos, denunciando particularmente cualquier asunto que pudiera interpretarse desde la perspectiva de la unidad de España. Desde uno de sus programas llegó a patrocinarse el boicot a los productos de empresas catalanas que apoyaran la reforma del estatuto de autonomía, centrada en el cava catalán, que llegó a ser significativo en las navidades de 2005. En esa y en otras muchas ocasiones la polémica suscitada ha provocado incluso el malestar de una parte de los obispos, que no obstante no han intervenido.[127]

### Partidos políticos
En cuanto a los partidos políticos, la componente más radical del nacionalismo español dejó de tener representación parlamentaria desde 1982 (el único diputado había sido Blas Piñar por Fuerza Nueva) y se dividió en un conjunto de siglas rivales, que solo obtienen alguna concejalía en las elecciones municipales (las distintas denominaciones de Falange, Democracia Nacional y algún otro). Un intento de unificación promovido por Ricardo Sáenz de Ynestrillas no tuvo ningún resultado práctico. Otra cosa es la importancia que pueda tener como movimiento social la mentalidad xenófoba y racista. A pesar del aumento de la inmigración exterior (rechazada explícitamente por esos grupos), no ha producido hasta ahora más que incidentes violentos, numerosos pero esporádicos, de mayor o menor repercusión mediática; y solo en un caso se han convertido en motín popular (febrero de 2000 en El Ejido, Almería; véase Racismo en España).
La definición como "nacionalidad histórica" de algunas comunidades autónomas en sus estatutos, y la ampliación de las competencias y definiciones más amplias de su personalidad diferenciada en la reforma de éstos, han dado ocasión a sucesivos planteamientos enfrentados entre los partidos políticos parlamentarios (y dentro de estos mismos) sobre la definición nacional de España y de cada una de las nacionalidades y regiones que la integran (según la Constitución de 1978). Los momentos más agudos de esos debates fueron la presentación del denominado "Plan Ibarretxe" (aprobado en el Parlamento Vasco y rechazado en Cortes) y la reforma del Estatuto de Cataluña (aprobado en el Parlamento de Cataluña, reformado y aprobado en Cortes y aprobado en Referéndum; que está vigente pero pendiente de una reclamación ante el Tribunal Constitucional). Otras reformas estatutarias mucho menos ambiciosas (de momento las de Aragón, Comunidad Valenciana, Andalucía, Baleares y Castilla y León) han suscitado menos tensión, fundamentalmente por haberse llegado a acuerdos entre los dos partidos mayoritarios en el Congreso de los Diputados (PSOE y PP), aunque el contenido de las reformas, en cuanto a atribuciones competenciales, sea hasta cierto grado similar, aunque alejadas de los extremos conceptuales de los dos primeros: conceptos de autodeterminación, nación, símbolos nacionales, ambigüedad en tanto si el derecho al autogobierno se fundamenta en la constitución o en inalienables derechos históricos o en ambos, posicionamiento de la definición nacional en el preámbulo del texto para "rebajar" su efectividad legal, etc.
Desde el análisis periodístico suelen citarse la existencia de posturas distintas dentro de cada uno de los partidos con respecto a una mayor o menor sensibilidad ante el tema de la identidad nacional:
- Entre los partidos de implantación nacional:

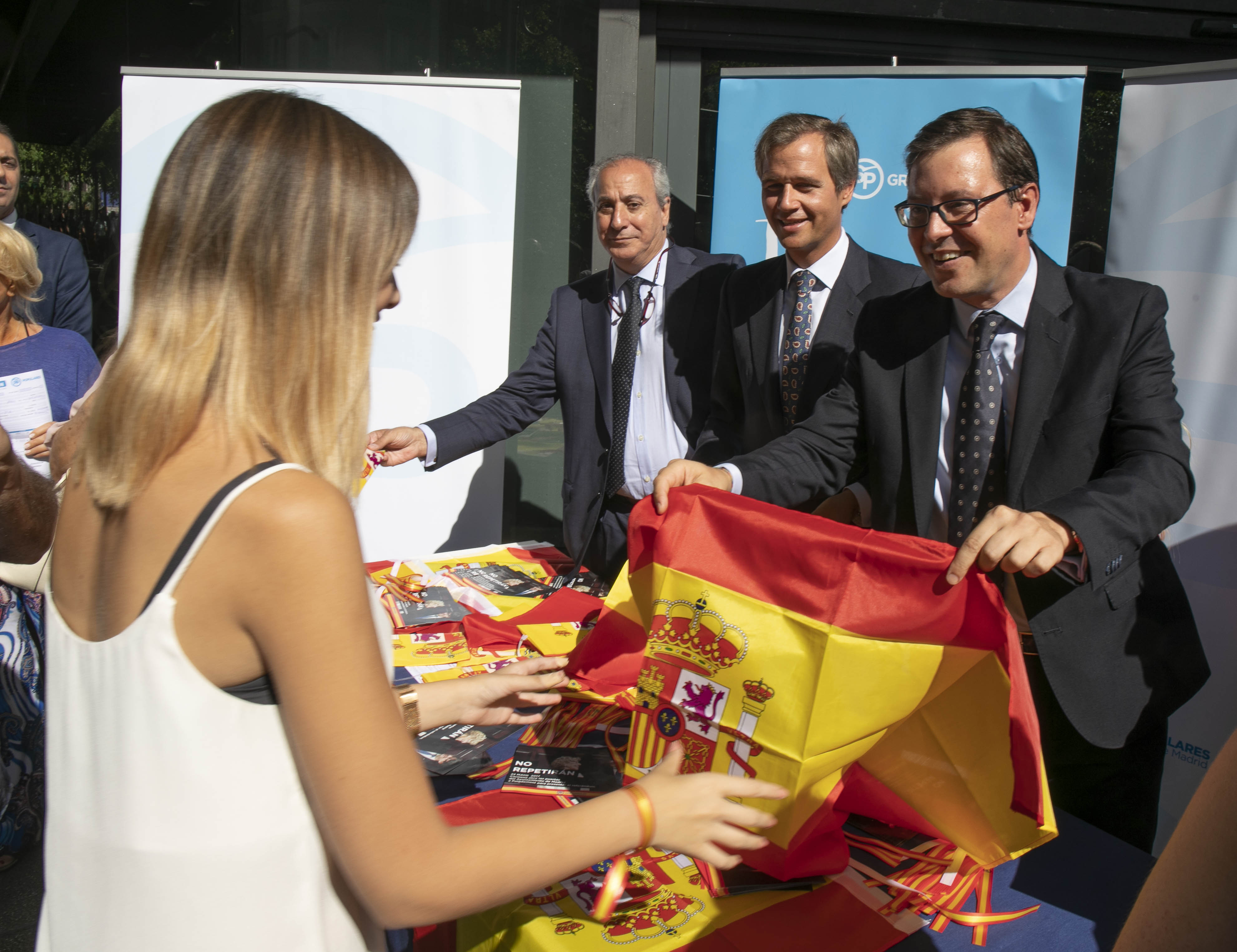
Políticos del PP de la Comunidad de Madrid en 2018, llevando a cabo la campaña «pon una bandera en tu balcón».

El PP tiene pocas voces discrepantes, notablemente Miguel Herrero y Rodríguez de Miñón, ponente de la constitución cuando representaba a la desaparecida UCD y actualmente alejado de cargos representativos; se ha mostrado comprensivo con las pretensiones más exigentes procedentes de las comunidades autónomas, basadas en los derechos históricos, y abandonó el partido en 2004. También Josep Piqué, durante un tiempo líder del partido en Cataluña. No obstante, las comunidades autónomas gobernadas por el PP han procurado no desmarcarse del aumento competencial conseguido en otras.
A su vez, el PSOE, de estructura interna federal, en la que tiene un peso muy importante y una gran autonomía de acción el Partido Socialista de Cataluña, mantiene voces discrepantes en un sentido más centralista o unitario, como son José Bono, Juan Carlos Rodríguez Ibarra y Francisco Vázquez en la actualidad apartados de puestos de gobierno pero con una gran influencia (eran llamados barones cuando ocupaban la presidencia de Castilla-La Mancha y Extremadura, y la alcaldía de La Coruña, respectivamente).
Izquierda Unida ha tenido sus principales enfrentamientos internos con motivo del ingreso en el Gobierno vasco de mayoría nacionalista de Ezker Batua, que es su federación en el País Vasco dirigida por Javier Madrazo y que concurrió a las elecciones forales de 2007 junto con el partido Aralar de ideología "izquierda abertzale". No tantas dificultades ha encontrado su relación con Iniciativa per Catalunya (su denominación catalana, en la que está el PSUC, de marcado carácter catalanista y presente en el gobierno "tripartito" de la Generalidad 2003-10 con PSC y ERC).

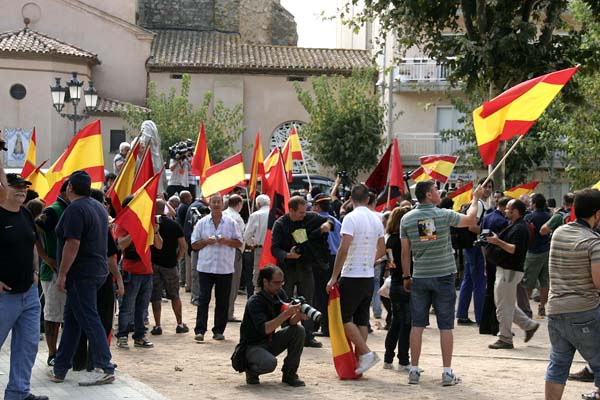
Manifestación contra la consulta independentista en Arenys de Munt, 2009.

- De una manera similar, tampoco los nacionalistas periféricos mantienen una unidad monolítica:

El PNV, partido que gobernó solo o en coalición en el País Vasco desde 1979 hasta 2009, tradicionalmente ha defendido posturas que oscilan, pendularmente, desde las reclamaciones competenciales más pragmáticas hasta posturas más radicales, que se suelen interpretar como independentistas, soberanistas o polémicos intentos de superación del marco estatutario ("Plan Ibarretxe"). En Navarra la mayoría de partidos vasquistas (Aralar, EA, PNV y Batzarre) se han agrupado en torno a un acuerdo ideológico de principios en la coalición Nafarroa Bai, consiguiendo ser la segunda fuerza política de la Comunidad Foral. La posibilidad de que accediera al gobierno en coalición con el PSOE (finalmente impedida por la intervención de la dirección central de ese partido) fue un asunto que movilizó fuertes reacciones en las fuerzas políticas de signo opuesto (especialmente UPN, partido navarrista asociado con el PP) incluyendo una gran manifestación en defensa de la "españolidad" de Navarra y en contra de cualquier forma de asociación con el País Vasco.
En Cataluña se han manifestado discrepancias entre distintas personalidades de Convergència i Unió: Josep Antoni Duran i Lleida, de Unió Democràtica de Catalunya, ha expresado su oposición a cualquier aproximación a las posturas independentistas de ERC, mientras que Artur Mas, de Convergència Democràtica de Catalunya no lo descarta.
En Galicia, el partido nacionalista mayoritario (BNG) aúna en su interior grupos que propugnan la independencia del país (Esquerda Nacionalista, Movemento pola Base y la organización juvenil ISCA), si bien la línea oficial del partido (próxima a la UPG) se declara partidaria de una solución federal o confederal, dentro de España. Partidos gallegos oficialmente independentistas son Frente Popular Galega y Nós-Unidade Popular, que no cuentan con representación en el Parlamento de Galicia.
- Una parte minoritaria de la sociedad catalana y vasca se considera a la vez agredida por el nacionalismo particularista en sus comunidades autónomas y no representada eficazmente por los partidos mayoritarios a escala nacional.

De cara a las elecciones al Parlamento de Cataluña de 2006 surgió en ese ámbito una nueva asociación cívica y cultural (Ciutadans de Catalunya), a iniciativa de un grupo de intelectuales (Arcadi Espada, Xavier Pericay, Albert Boadella), de la que posteriormente surgió un nuevo partido nacional (Ciudadanos-Partido de la Ciudadanía).
Manteniendo algunos vínculos con ellos, aunque no han formado de momento ningún tipo de asociación, venían existiendo en el País Vasco movimientos similares, surgidos inicialmente como denuncia de la situación de las víctimas del terrorismo, como las plataformas Basta Ya y Foro de Ermua. Algunos de sus miembros más destacados (Mikel Buesa, el filósofo Fernando Savater y la eurodiputada Rosa Díez, que abandonó el PSOE) fundaron en septiembre de 2007 un partido denominado Unión Progreso y Democracia. Es conocida la comparación de Savater de que no hay nacionalismos (español, catalán, gallego o vasco) buenos o malos, sino leves o graves, en una concepción del nacionalismo como patología similar a la frase que se atribuye a Pío Baroja:

El carlismo se curaba leyendo y el nacionalismo, viajando.